# Bunuri mobile din domeniul arheologie clasate în patrimoniul cultural național al României aflate în județul Constanța
Acestă listă conține bunurile mobile din domeniul arheologie clasate în Patrimoniul cultural național al României aflate la momentul clasării în județul Constanța.

## Tezaur
| Foto | Informații generale                              | Detalii tehnice | Descriere | Deținător                                            | Legături |
| ---- | ------------------------------------------------ | --- | --- | ---------------------------------------------------- | -------- |
|      | Inscripție onorifică                             | Datare: sec. I p.Chr. Descoperit: jud. CONSTANȚA, com. SĂCELE, SĂCELE Material: marmură; cioplire; gravare; șlefuire                                          | Inscripție onorifică pe un bloc de marmură: Trimis de împăratul Tiberius Caesar, fiul divinului (Augustus), în timpul leg ... Inscripția este în limba greacă clasică. | Muzeul de Istorie Națională și Arheologie, Constanța | Cimec    |
|      | Cap al unei statui reprezenându-l pe Zeul Apollo | Datare: Secolele I-II d.Hr. Descoperit: jud. CONSTANȚA, Tomis- Constanța Material: marmură; sculptare                                                         | Fragment de statuie care reprezintă capul zeului Apollo. Părul este ondulat, cu cărare pe mijlocul capului, este strâns la spate într-un coc. Pe cap zeul poartă o cunună din frunze de laur. Prezintă lovituri cu pierderi de material în unele zone, ciobituri, zgârieturi, pată de culoare maro în zona scalpului. | Muzeul de Istorie Națională și Arheologie, Constanța | Cimec    |
|      | Cadran solar                                     | Datare: Secolul al II-lea d.Hr. Descoperit: jud. CONSTANȚA, Cumpăna Material: marmură; sculptare                                                              | Cadran solar de formă concavă, cu gradațiile redate prin linii incizate, susținut între coarnele unui taur. Pe suprafața cardanului sunt incizate 11 linii convergente care împart suprafața în 12 sectoare. Piesă fragmentară, prezintă urme de lovituri și zgârieturi. | Muzeul de Istorie Națională și Arheologie, Constanța | Cimec    |
|      | Placă votivă                                     | Datare: Secol II d. Chr. Descoperit: jud. CONSTANȚA, com. Albești, Arsa Material: Marmură                                                                     | Placă de marmură cu relief reprezentând cavalerul trac. Monumentul este consacrat lui Heros Dosaenus de către Rufus. | Muzeul de Istorie Națională și Arheologie, Constanța | Cimec    |
|      | Tabula ansata                                    | Datare: Secolul III p.Chr. Descoperit: jud. CONSTANȚA, MANGALIA, Str. Mihai Viteazu Material: Marmură                                                         | Inscripție pusă de membrii unei asociații de vânători amatori de la Callatis condusă de Herennios Apollinaris, beneficiar consular. | Muzeul de Istorie Națională și Arheologie, Constanța | Cimec    |
|      | Funerară                                         | Datare: Secolul I p.Chr. Descoperit: jud. Constanța, Constanța, Str. Take Ionescu, nr. 2 Dimensiuni: litere 4,2-12 cm Material: Marmură                       | Inscripție pusă pentru Marcus Tertullus, veteran al cohortei I Commagenorum de către Mithridates, soldat în aceiași cohortă ca și Barales..... | Muzeul de Istorie Națională și Arheologie, Constanța | Cimec    |
|      | Funerară                                         | Datare: Secolul II-III p.Chr. Descoperit: jud. Constanța, Constanța, Str. Cuza Vodă Dimensiuni: litere 1,3-2 cm Material: Calcar                              | Stelă cu imaginea unui retiar în câmpul central; monumentul a fost pus de Orestes pentru Argutos, retiar care a învins (în arenă) de șase ori. | Muzeul de Istorie Națională și Arheologie, Constanța | Cimec    |
|      | Placă votivă                                     | Datare: Secolul II p.Chr. Descoperit: Balcic, Bulgaria Material: Marmură                                                                                      | Relief în nișă: Heracles nud. Deasupra și sub relief inscripția pentru Heracles Zousireithes pusă de Iulius. | Muzeul de Istorie Națională și Arheologie, Constanța | Cimec    |
|      | Placă votivă                                     | Datare: Secolul II-IIIp.Chr. Descoperit: jud. Constanța, com. Cogealac, Gura Dobrogei, Peștera Adam Dimensiuni: litere 3-15 cm Material: Calcar               | Inscripție închinată de Flavius Horimos, intendentul lui Flavius Macedo nebiruitului Mithras. Relieful a fost realizat de Phoibos din Nicomedia. | Muzeul de Istorie Națională și Arheologie, Constanța | Cimec    |
|      | Altar votiv                                      | Datare: Secolul II-IIIp.Chr. Descoperit: jud. Constanța, com. Cogealac, Gura Dobrogei, Peștera Adam Dimensiuni: litere 2,5-4 cm Material: Calcar              | Altar cu inscripție; monumentul a fost închinat zeului Mithras de către Flavius Horimos. | Muzeul de Istorie Națională și Arheologie, Constanța | Cimec    |
|      | Funerară                                         | Datare: Secolul III-IV p.Chr. Descoperit: jud. Constanța, Constanța, Str. Filimon Sârbu Dimensiuni: litera 5 cm Material: Marmoră                             | Stelă de marmoră cu fronton și relief; fragmentul din dreapta; bust masculin, monumentul a fost pus pentru Valerius Felix, șef al cancelariei guvernatorului de către soția sa Aurelia Aemilia. | Muzeul de Istorie Națională și Arheologie, Constanța | Cimec    |
|      | Funerară                                         | Datare: Secolul IV p.Chr. Descoperit: jud. Constanța, Rasova Dimensiuni: litera 2,5-5 cm Material: Calcar                                                     | Registru superior; relief cu figuri umane; inscripție pusă de Eutucis, soție, pentru Flavius. | Muzeul de Istorie Națională și Arheologie, Constanța | Cimec    |
|      | Funerară                                         | Datare: Secolul V-VI p.Chr. Descoperit: jud. Constanța, Constanța, str. Mangalieinr. 16 Dimensiuni: litera 2,5-5 cm Material: Calcar                          | Partea superioară decorată cu o cruce încadrată într-un cerc având la bază două frunze de iederă; dedesubt se află o altă cruce. Inscripția a fost pusă pentru Marcia Aurella, soția lui Marcus, care a fost principalis. | Muzeul de Istorie Națională și Arheologie, Constanța | Cimec    |
|      | Funerară                                         | Datare: Secolul II-III p.Chr. Descoperit: jud. Constanța, Constanța, Ștefan cel Mare Dimensiuni: litera 2,-2,8 cm Material: Marmură                           | Stelă de marmoră; sus în formă arcuită; inscripție pentru Chrysion, fiica lui Demosthenes, devenită soția lui Aphos al lui Alexandros. | Muzeul de Istorie Națională și Arheologie, Constanța | Cimec    |
|      | Soclu paralelipipedic și taur (păstrat parțial)  | Datare: Secolul II-III p.Chr. Descoperit: jud. Constanța, Constanța Dimensiuni: litera 1,6-1,8 cm Material: Marmură                                           | Statueta pe un soclu paralelipipedic din care s-a păstrat numai partea de sus reprezentând un taur. Pe soclu, inscripția: LUI ZEUS (IUPPITER) CEL PREA MARE DOLICHENUS. | Muzeul de Istorie Națională și Arheologie, Constanța | Cimec    |
|      | Placă votivă                                     | Datare: Secolul II-III p.Chr. Descoperit: jud. Constanța, com. Târgușor, Gura Dobrogei Dimensiuni: litera 3-3,5 cm Material: Calcar                           | Inscripție pe placă de calcar pusă de Flavius Horimos zeului nebiruit Mithras (scris Rhithra). | Muzeul de Istorie Națională și Arheologie, Constanța | Cimec    |
|      | Placă votivă                                     | Datare: Secolul II-III p.Chr. Descoperit: jud. Constanța, com. Cogealac, Gura Dobrogei, Peștera Adam Dimensiuni: litera 3-3,5 cm Material: Calcar             | Altar cu inscripție pusă de Horimos zeului Mithras. | Muzeul de Istorie Națională și Arheologie, Constanța | Cimec    |
|      | Funerară                                         | Datare: Secolul IV p.Chr. Descoperit: jud. Constanța, com. Dunăreni, Dunăreni, Muzait Sacidava Dimensiuni: litera 4-5 cm Material: Calcar                     | Pe margini împodobit cu lujeri de viță de vie; inscripție pusă de Nene, soție pentru Proclinus, fost exarch care a făcut serviciul militar la Sacidava. | Muzeul de Istorie Națională și Arheologie, Constanța | Cimec    |
|      | Funerară                                         | Datare: Secolul II p.Chr. Descoperit: jud. Constanța, com. Topalu, Capidava, Capidava Cetate Dimensiuni: litera 4-5 cm Material: Marmură                      | Urmele unui relief cu personaje în partea superioară. Inscripția a fost pusă pentru Marcus Cocceius Vitlus, veteran al cohortei I Ubiorum și signifier, de către soția sa Claudia și copiii, Cocceius Veturius, Cocceius Nardus și Marcus Cocceius Titio. | Muzeul de Istorie Națională și Arheologie, Constanța | Cimec    |
|      | Funerară                                         | Datare: Secolul IV p.Chr. Descoperit: jud. Constanța, com. Dunăreni, Dunăreni, Muzait-Sacidava Dimensiuni: litera 3-3,5 cm Material: Calcar                   | Inscripție pusă de Valeria Marcellina și fiii săi pentru Valerius Onesimus, fost militar în legiunea II Herculeea și în legiunea VII Claudia. | Muzeul de Istorie Națională și Arheologie, Constanța | Cimec    |
|      | Capitel                                          | Datare: Secolul V-VI p.Chr. Descoperit: jud. Constanța, Constanța Dimensiuni: litera 5-5,6 cm Material: Calcar                                                | Inscripție pusă pentru pomenirea și odihna robului tău Serghie. | Muzeul de Istorie Națională și Arheologie, Constanța | Cimec    |
|      | Tabula asnata                                    | Datare: Secolul II p.Chr. Descoperit: jud. Constanța, com. Turcoaia, Iglița, Troesmis Material: Calcar                                                        | Inscripție pusă de cetățenii romani din canabele legiunii V Macedonica în timpul lui Minicius Latalis, legat imperial cu rang praetorian și sub îngrijirea lui Cominius Secundus, legat imperial al Legiunii pentru augustul Titus Aelius Hadrianus Antoninus Pius și pentru caesarul Verus. | Muzeul de Istorie Națională și Arheologie, Constanța | Cimec    |
|      | Altar funerar                                    | Datare: Secolul III p.Chr. Descoperit: jud. Constanța, com. Turcoaia, Iglița, Troesmis Material: Calcar                                                       | Altarul păstrează în partea superioară locul de fixare a unei statui; monumentul a fost dedicat pentru Cyrillus Bessius fiul lui Fabianus. | Muzeul de Istorie Națională și Arheologie, Constanța | Cimec    |
|      | Inscripție funerară                              | Datare: Secolul III-IV p.Chr. Descoperit: jud. Constanța, Constanța, str. Seres Dimensiuni: litera = 3 cm Material: Calcar                                    | Altar dublu profilat; două palmete la profilatura superioară; monumentul a fost făcut de către Andrus pentru soția sa Kyrille "ÎN AMINTIREA ÎNȚELEPCIUNII PE CARE EA A AVUT-O ÎN VIAȚĂ". | Muzeul de Istorie Națională și Arheologie, Constanța | Cimec    |
|      | Altar funerar                                    | Datare: Secolul III p.Chr. Descoperit: jud. Constanța, Constanța, str. Seres Material: Calcar                                                                 | Monumentul a fost consacrat de Hermogenes, Ancyranulși Tomitanul din tribul Oinopes pentru soția sa Epiphania. | Muzeul de Istorie Națională și Arheologie, Constanța | Cimec    |
|      | Altar                                            | Datare: Secolul III p.Chr. Descoperit: jud. Constanța, Constanța, Piața Ovidiu Material: Calcar                                                               | Inscripție pusă pentru un perfectissimos și un patron al metropolei Tomis-Aurelius (numele personajului a suferit damnațio memoriae). | Muzeul de Istorie Națională și Arheologie, Constanța | Cimec    |
|      | Funerară                                         | Datare: Secolul IV p.Chr. Descoperit: jud. Constanța, Constanța, Gara Veche Dimensiuni: litera = 2,4 cm Material: Calcar                                      | Stelă cu fronton și acrotere; în centrul frontonului este reprezentată o pasăre cu un ciorchine; sub fronton registru decorativ; trei busturi în relief pe socluri; înscripția este pusă de Bassianus, tatăl și Ianuaria, mama pentru Lillas, stins din viață înainte de a ajunge la vârsta maturității. | Muzeul de Istorie Națională și Arheologie, Constanța | Cimec    |
|      | Funerară                                         | Datare: Secolul VI p.Chr. Descoperit: jud. Constanța, Constanța, Ville Noi Material: Calcar                                                                   | Inscripție cu chenar simplu; acrotere sus; cruce cu ramificații - în registrul superior; cruce sub text; inscripția creștină a fost pusă pentru Paula, soția lui Paulus sirianul Hypodiacon. | Muzeul de Istorie Națională și Arheologie, Constanța | Cimec    |
|      | Funerară                                         | Datare: Secolul III p.Chr. Descoperit: jud. Constanța, Constanța, Pallas Dimensiuni: litere = 2,5 cm Material: Calcar                                         | Monument pentru Hermogenes de neam cyzician, fost arhonte în patria lui și care a îndeplinit și funcția de agoranom. | Muzeul de Istorie Națională și Arheologie, Constanța | Cimec    |
|      | Altar                                            | Datare: Secolul II-III p.Chr. Descoperit: jud. Constanța, Constanța, Piața Ovidiu Dimensiuni: litere = 1,5-2 cm Material: Marmură                             | Altar cu inscripție pentru Heros Manibazos, pusă de către Sedatios Apollonius, prefect al unei Ala Getuli din Arabia. | Muzeul de Istorie Națională și Arheologie, Constanța | Cimec    |
|      | Arhitravă sau stâlp Cancelli                     | Datare: Secolul VI p.Chr. Descoperit: jud. Constanța, Mangalia Material: Marmură                                                                              | Fragment de arhitravă (sau stâlp de cancelli) decorat cu caneluri; la stânga: cruce înscrisă în cerc. Inscripția pusă pe vremea lui iustinian, "iubitorul de construcții". | Muzeul de Istorie Națională și Arheologie, Constanța | Cimec    |
|      | Funerară                                         | Datare: Secolul I p.Chr. Descoperit: jud. Constanța, Constanța, str. Mihail Kogălniceanu Dimensiuni: Litera 1,5-2 cm Material: Marmură                        | Stelă de marmoră împărțită în trei câmpuri: 1 - bust feminin fragmentar; 2 - două palme ridicate; 3-câmpul inscripției propriu-zise. Monumentul a fost ridicat de Asclepiades pentru copiii săi Flavia Aquilina și Iulius Augurinus. | Muzeul de Istorie Națională și Arheologie, Constanța | Cimec    |
|      | Funerară                                         | Datare: Secolul I-III p.Chr. Descoperit: jud. Constanța, Constanța, passim Dimensiuni: Litera 1,3-2 cm Material: Marmură                                      | Placă de marmură cu dublu relief și inscripție. Inscripția a fost pusă de Abascantos, fiul lui Socrates, pentru el și pentru soția sa Zosime. | Muzeul de Istorie Națională și Arheologie, Constanța | Cimec    |
|      | Altar funerar                                    | Datare: Secolul II-III p.Chr. Descoperit: jud. Constanța, Constanța, str. Ceres Dimensiuni: Litera 2,5,3 cm Material: Marmură                                 | Monument pus de Perinthos pentru soția sa Caecilia Arthemisa. Dublă profilatură; la partea superioară acrotere schițate și rozetă. | Muzeul de Istorie Națională și Arheologie, Constanța | Cimec    |
|      | Lingură                                          | Datare: sec. IV - VI p.Chr. Descoperit: jud. Constanța, com. LIPNIȚA, IZVOARELE Material: argint; batere                                                      | Cupa piriformă și coada alungită și subțire sunt legate printr-un element în formă de volută. Pe coada ligurii apar opt caneluri longitudinale. Pe partea stângă a volutei a fost scrisă, prin punctare, inscripția BIKT. Partea dorsală a cupei este decorată cu șase fațete dispuse în evantai. | Muzeul de Istorie Națională și Arheologie, Constanța | Cimec    |
|      | Lingură                                          | Datare: sec. IV - VI p.Chr. Descoperit: jud. Constanța, com. LIPNIȚA, IZVOARELE Material: argint; batere                                                      | Cupa piriformă, alungită și coada subțire, cu cinci caneluri longitudinale; elementul de legătură este în formă de volută, pe a cărui latură stângă a fost punctată, inscripția NAZ. Partea dorsală a cupei este decorată cu șase fațete dispuse în evantai. | Muzeul de Istorie Națională și Arheologie, Constanța | Cimec    |
|      | Lingură                                          | Datare: sec. IV - VI p.Chr. Descoperit: jud. Constanța, com. LIPNIȚA, IZVOARELE Material: argint; batere                                                      | Cupa și coada sunt legate printr-o volută. Coada este tăiată oblic la capătul dinspre cupă și este dreptunghiulară în secțiune; este decorată cu cinci caneluri longitudinale. | Muzeul de Istorie Națională și Arheologie, Constanța | Cimec    |
|      | Lingură                                          | Datare: sec. IV - VI p.Chr. Descoperit: jud. Constanța, com. LIPNIȚA, IZVOARELE Material: argint; batere                                                      | Cupa lingurii este piriformă și alungită, iar coada este subțire. Pe latura stângă a volutei a fost punctată inscripția NAZ, cu primele două litere în ligatură. | Muzeul de Istorie Națională și Arheologie, Constanța | Cimec    |
|      | Lingură                                          | Datare: sec. IV - VI p.Chr. Descoperit: jud. Constanța, com. LIPNIȚA, IZVOARELE Material: argint; batere                                                      | Cupa lingurii este piriformă și alungită, iar coada este subțire și este legată de cupă printr-o volută. | Muzeul de Istorie Națională și Arheologie, Constanța | Cimec    |
|      | Bol                                              | Datare: sec. IV - VI p.Chr. Descoperit: jud. Constanța, com. LIPNIȚA, IZVOARELE Material: argint; batere                                                      | Bol cu corp aproximativ tronconic, ușor rotunjit către bază. Fundul bolului este aplatizat și de el este sudat un picior inelar. Buza bolului este plată. Cupa are ca decor central patru cercuri concentrice, incizate. Buza este decorată cu o bandă de caneluri. Pe partea dorsală este aplicată o ștampilă de formă circulară. În centrul ștampilei apare o cruce în relief, în jurul căreia a fost imprimată, tot în relief, inscripția HC.XIOY. | Muzeul de Istorie Națională și Arheologie, Constanța | Cimec    |
|      | Bol                                              | Datare: sec. IV - VI p.Chr. Descoperit: jud. Constanța, com. LIPNIȚA, IZVOARELE Material: argint; batere                                                      | Bol cu corp aproximativ tronconic, ușor rotunjit către bază. Fundul bolului este aplatizat; piciorul vasului este inelar. Buza bolului este plată. Cupa are ca decor central patru cercuri concentrice, incizate. Buza este decorată cu o bandă de caneluri. Pe partea dorsală este aplicată o ștampilă de formă circulară. În centrul ștampilei apare o cruce în relief, în jurul căreia a fost imprimată, tot în relief, inscripția HC.XIOY. | Muzeul de Istorie Națională și Arheologie, Constanța | Cimec    |
|      | Bol                                              | Datare: sec. IV - VI p.Chr. Descoperit: jud. Constanța, com. LIPNIȚA, IZVOARELE Material: argint; batere                                                      | Bol cu corp de formă tronconică, ușor rotunjit către bază. Fundul vasului este aplatizat; de el este sudat un picior inelar, relativ înalt și evazat către bază. Pe partea dorsală apare o ștampilă de formă circulară, ce are în câmpul central o cruce în relief, în jurul căreia a fost imprimată, cu litere în relief, o inscripție din care s-au păstrat literele HC.XIOY. | Muzeul de Istorie Națională și Arheologie, Constanța | Cimec    |
|      | Bol                                              | Datare: sec. IV - VI p.Chr. Descoperit: jud. Constanța, com. LIPNIȚA, IZVOARELE Material: argint; batere                                                      | Bol cu corp aproximativ tronconic, ușor rotunjit către bază. Fundul bolului este aplatizat; piciorul vasului este inelar. Buza bolului este plată. Cupa are ca decor central patru cercuri concentrice, incizate. Buza este decorată cu o bandă de caneluri. Pe partea dorsală este aplicată o ștampilă de formă circulară. În centrul ștampilei apare o cruce în relief. | Muzeul de Istorie Națională și Arheologie, Constanța | Cimec    |
|      | Bol                                              | Datare: sec. IV - VI p.Chr. Descoperit: jud. Constanța, com. LIPNIȚA, IZVOARELE Material: argint; batere                                                      | Bol cu corp de formă tronconică, rotunjit către bază. Fundul vasului este plat. Piciorul bolului este relativ înalt, tronconic și evazat către bază. Buza orizontală are pe margine o nervură plină, ușor supraînălțată. Fundul vasului este decorat cu trei cercuri concentrice. Pe partea dorsală, vasul a fost marcat cu o ștampilă, conținând numele EYC/EBIOY. În registrul inferior a fost marcată, tot în relief, o cruce. | Muzeul de Istorie Națională și Arheologie, Constanța | Cimec    |
|      | Bol                                              | Datare: sec. IV - VI p.Chr. Descoperit: jud. Constanța, com. LIPNIȚA, IZVOARELE Material: argint; batere                                                      | Bol cu corp tronconic, rotunjit la bază și fund drept. Piciorul bolului este inelar, relativ înalt; buza orizontală este mult lățită și este decorată cu trei cercuri concentrice incizate și un brâu de semisfere. Pe marginea inferioară a piciorului a fost punctată inscripția NAZ, iar pe partea dorsală a cupei a fost scrijelit cuvântul Zon - viață. Vasul nu a fost ștampilat. | Muzeul de Istorie Națională și Arheologie, Constanța | Cimec    |
|      | Relicvarium                                      | Datare: sec. IV - VI p.Chr. Descoperit: jud. Constanța, com. LIPNIȚA, IZVOARELE Material: argint; batere                                                      | Piesă de formă aproximativ paralelipipedică, cu decor incizat, cuprinzând forme geometrice și vegetale tipice artei creștine timpurii. Pe pereții laterali ai piesei, apare un decor reprezentând o rețea de cercuri și de cruci stilizate. Închizătoarea este modelată. Capacul se fixează pe buza arcei. | Muzeul de Istorie Națională și Arheologie, Constanța | Cimec    |
|      | Cană                                             | Datare: sec. IV - VI p.Chr. Descoperit: jud. Constanța, com. LIPNIȚA, IZVOARELE Material: argint; batere                                                      | Cană cu corp piriform, având diametrul maxim în partea superioară. Gâtul vasului este relativ înalt și evazat, iar fundul vasului este plat. Cana are gura trilobată, iar toarta este ușor supraînălțată. Cana este decorată cu motive geometrice și vegetale, precum și cu o cruce flancată de două steluțe cu câte opt raze. În relief, a fost imprimat numele KΩCTAN/TINOY. În apropierea ștampilei, a fost scrijelită ușor litera Σ. | Muzeul de Istorie Națională și Arheologie, Constanța | Cimec    |
|      | Pateră                                           | Datare: sec. IV - VI p.Chr. Descoperit: jud. Constanța, com. LIPNIȚA, IZVOARELE Material: argint; batere                                                      | Cupa vasului redă un ansamblu ornamental alcătuit dintr-un câmp de caneluri dispuse radial. Câmpul încadrează în centru un medalion pe care s-a imprimat, prin presare, un kantharos cu doi porumbei. Piciorul piesei este inelar, iar mânerul este prins de cupă la nivelul buzei. Decorul este constituit din ghirlandă de viță-de-vie stilizată. Pe partea dorsală a mânerului a fost aplicată o ștampilă; deasupra ștampilei, apare scrijelită litera Σ. | Muzeul de Istorie Națională și Arheologie, Constanța | Cimec    |
|      | Strecurătoare                                    | Datare: sec. IV - VI p.Chr. Descoperit: jud. Constanța, com. LIPNIȚA, IZVOARELE Dimensiuni: L cupă: 68 mm Material: argint; batere                            | Cupa este asemănătoare unei linguri obișnuite. Apucătoarea are forma unei frunze și se termină cu un motiv decorativ sferoidal. În interiorul cupei apar simboluri creștine, incizate. Piesa nu are urme de ștampilă. | Muzeul de Istorie Națională și Arheologie, Constanța | Cimec    |
|      | Cană                                             | Datare: sec. IV - VI p.Chr. Descoperit: jud. Constanța, com. LIPNIȚA, IZVOARELE Material: argint; batere                                                      | Bazinul este piriform, fără decor, cu diametrul maxim în jumătatea superioară. Gâtul este tronconic, înalt și se termină printr-o buză evazată, cu marginea adusă în jos. Toarta, cu două capete de grifoni la extremități, a fost decorată în partea superioară prin frapare, în forma unui vrej de viță-de-vie. Gâtul vasului este decorat cu caneluri orizontale. Piesa nu are ștampilă. | Muzeul de Istorie Națională și Arheologie, Constanța | Cimec    |
|      | Lingură                                          | Datare: sec. IV - VI p.Chr. Descoperit: jud. Constanța, com. LIPNIȚA, IZVOARELE Material: argint; batere                                                      | Cupa lingurii este piriformă și coada lungă și subțire, sunt prinse între ele printr-un element în formă de volută. Partea superioară a cupei este decorată cu opt fațete dispuse în evantai. | Muzeul de Istorie Națională și Arheologie, Constanța | Cimec    |
|      | Statuie                                          | Datare: Sec. III Descoperit: jud. Constanța, Mangalia, Șos. Ștefan cel Mare, nr. 20 Material: statuie de marmură cioplită și șlefuită                         | Statuie fragmentară (jumătatea inferioară de la talie în jos), reperezentând-o pe Venus cu amorași. Pe soclu, inscripția: "RIDICATĂ DE PREOTEASA AURELIA CHRYSEA, FIICA LUI DIONYSOS". | Muzeul de Arheologie „Callatis”, Mangalia            | Cimec    |
|      | Divinități feminine                              | Datare: Sec. III-II a.Chr. Descoperit: jud. Constanța, Mangalia, Str. Oituz OP 2 Material: friză de marmură cioplită                                          | Friză reprezentând divinități feminine. Pe suprafața plăcii de marmură sunt înfățișate patru figuri: trei în picioare și una așezată, reprezentându-le pe Afrodita, Hera, Atena și pe Poseidon. | Muzeul de Arheologie „Callatis”, Mangalia            | Cimec    |
|      | Statuetă antropomorfă                            | Datare: Sec. V a. Chr. Descoperit: jud. Constanța, Mangalia, Fundație bloc PH Material: statuetă ceramică arsă, lucrată în tipar și acoperită cu vopsea albă  | Statuetă reprezentând un personaj feminin în picioare, drapat în chiton și hymation, care îi acoperă mâinile. Trăsături fine, pieptănătură cu cărare la mijloc. | Muzeul de Arheologie „Callatis”, Mangalia            | Cimec    |
|      | Statuetă antropomorfă                            | Datare: Sec. IV a. Chr. Descoperit: jud. Constanța, Mangalia, Fundație bloc PY Material: statuetă ceramică arsă, lucrată în tipar și acoperită cu vopsea albă | Statuetă reprezentând un personaj feminin îndoliat. Lipsă labele picioarelor. Veștmântul păstrează culoarea albă a fondului. | Muzeul de Arheologie „Callatis”, Mangalia            | Cimec    |
|      | Statuetă antropomorfă                            | Datare: Sec. IV a. Chr. Descoperit: jud. Constanța, Mangalia Material: statuetă de teracotă arsă, modelată în tipar și pictată                                | Statuetă de teracotă reprezentând un personaj feminin în picioare, poziție de repaos. La gât, gaură de înmănușare. Capul detașabil se continuă cu gâtul lung. Fața are trăsături mici, ușor estompate, cercei rotunzi. Părul, despărțit în șuvițe, este pieptănat peste cap și adunat în coc. Statueta este pictată în alb și bleu-cenușiu. | Muzeul de Arheologie „Callatis”, Mangalia            | Cimec    |
|      | Statuetă antropomorfă                            | Datare: Sec. IV a. Chr. Descoperit: jud. Constanța, Mangalia Material: statuetă de teracotă arsă, modelată în tipar și pictată                                | Statuetă de teracotă reprezentând un personaj feminin în picioare, poziție de repaos, cu mâna dreaptă sprijinită de un piedestal. Umărul drept dezvelit. Mâna stângă, adusă la spate, susține faldurile hymationului. Capul este aplecat ușor în față, cu privirea spre stânga. Părul este coafat în bucle și adunat la spate în coc liber susținut de o diademă. Coafura păstrează urme de vopsea acaju, fața, umărul gol, brațul drept, piedestalul ca și partea de jos a vestmântului sunt acoperite cu vopsea roz. Bijuteriile - un colier și două brățări - sunt trasate cu ocru galben. | Muzeul de Arheologie „Callatis”, Mangalia            | Cimec    |
|      | Statuetă antropomorfă                            | Datare: Sec. IV a. Chr. Descoperit: jud. Constanța, Mangalia Material: statuetă de teracotă arsă, modelată în tipar și pictată                                | Statuetă de teracotă reprezentând o tânără, în picioare, într-o poziție de repaos; modelată în tipar și pictată. Capul ușor înclinat spre umărul drept. Coafură în bucle, cu cărare pe mijloc. S-a conservat fondul veștmântului vopsit în alb, culoarea roz pe brațe și în jurul gurii, culoarea acaju a coafurii. | Muzeul de Arheologie „Callatis”, Mangalia            | Cimec    |
|      | Statuetă antropomorfă                            | Datare: Sec. IV a. Chr. Descoperit: jud. Constanța, Mangalia Material: statuetă de teracotă arsă, modelată în tipar și pictată                                | Statuetă de teracotă reprezentând o tânără fată în picioare, cu genunchiul drept flexat. Mâna dreaptă este îndoită din cot pe piept, stânga susține la nivelul coapselor faldurile hymationului. Capul, susținut de gâtul înalt, este înclinat ușor spre dreapta, expresia feței serioasă și gânditoare. Trăsăturile sunt conturate cu un penel fin. Părul ondulat, cu cărare la mijloc, este adus pe tâmple și adunat la spate în două mici cosițe de bucle. Spatele, lucrat în tipar separat, prezintă un orficiu de evporare rectangular. Culoarea albă acoperă întreaga statuetă, fiind culoarea de fond, peste care s-a aplicat vopseaua roz pentru redarea pielii brațelor.                                                                                            | Muzeul de Arheologie „Callatis”, Mangalia            | Cimec    |
|      | Statuetă antropomorfă                            | Datare: Sec. IV a. Chr. Descoperit: jud. Constanța, Mangalia Material: statuetă de teracotă arsă, modelată în tipar și pictată                                | Statuetă de teracotă reprezentând-o pe zeița Nike; modelată în tipar și pictată. Zeița surprinsă într-o atitudine avântată și grațioasă, cu mâna stângă îndoită din cot ridicată în sus, brațul drept lăsat în jos. Capul ușor înclinat spre dreapta, cu trăsături bine conturate, împodobit cu o coafură înaltă formată din buclele prinse în creștet și susținute de un voal triunghiular. Poartă un peplos scurt cu decolteu "en coeur" și chiton fără mâneci, despicat în față. Brațele sunt atașate ulterior; pe umeri, în spate, au fost practicate două fante oblice pentru aripile care lipsesc. Pictură cu urme de vopsea albă, acaju și negru - cenușiu. | Muzeul de Arheologie „Callatis”, Mangalia            | Cimec    |
|      | Altar votiv cu divinitate feminină               | Datare: Sec. III a. Chr. Descoperit: jud. Constanța, com. Albești, Mangalia Material: altar votiv din lut ars cu reprezentarea unei divinități feminine       | Altar cu patru laturi cu reprezentări votive: Ares cu însoțitoare, Apolon și Artemis, Poseidon și însoțitoare; baza cu ornamente geometrice. La partea superioară decor cu spirale, ornamente florale și mini-acrotere la colțuri. | Muzeul de Arheologie „Callatis”, Mangalia            | Cimec    |
|      | Capul lui Venus                                  | Datare: Sec. II Descoperit: jud. Constanța, Constanța Material: cap de teracotă modelat în tipar și ars, acoperit cu angobă neagră                            | Cap de Venus din teracotă, acoperit cu angobă neagră, modelat în tipar. | Muzeul de Istorie Națională și Arheologie, Constanța | Cimec    |
|      | Vas globular                                     | Datare: Secolele I-IV Descoperit: jud. Constanța, com. Topalu, Capidava Material: bronz turnat în tipar cu reprezentare feminină                              | Vas mic de bronz, turnat în tipar, corp globular, decorat cu personaj feminin nud și reprezentarea unor scene de toaletă corporală. | Muzeul de Istorie Națională și Arheologie, Constanța | Cimec    |
|      | Venus Anadyomene                                 | Datare: Secolul II Descoperit: jud. Constanța, Constanța, Piața Ovidiu Material: statuie de marmură gălbuie, translucidă, sculptată și șlefuită               | Statuie de marmură cu reprezentarea zeiței Venus nud și a acolitului său, Eros, așezat pe un delfin văzut din față. Capul zeiței lipsește, iar Eros este reprezentat în poziție șezândă, ambele părți ansamblului statuar fiind postate pe un postament oval. Piesa îngrijit lucrată, bine finisată; marmură de calitate, cu intruziuni gălbui în suprafață. | Muzeul de Istorie Națională și Arheologie, Constanța | Cimec    |
|      | Venus Genitrix                                   | Datare: Secolul II Descoperit: jud. Constanța, Constanța Material: statuie de marmură albă, ușor translucidă, sculptată și șlefuită                           | Statuetă de marmură reprezentând-o pe Venus cu Eros în brațe. Lipsește partea superioară, de deasupra ombilicului. Ca accesoriu vestimentar, zeița poartă un văl în jurul șoldurilor. De la Eros se păstrează piciorul stâng și punctele de contact cu pântecul și șoldul zeiței. Ansamblul Venus cu Eros este așezat pe un postament rotund, din același material. Lucrare îngrijit executată, cu grijă pentru respectarea detaliilor. | Muzeul de Istorie Națională și Arheologie, Constanța | Cimec    |
|      | Venus pudica                                     | Datare: Secolul II Descoperit: jud. Constanța, com. Adamclisi, Urluia Material: statuetă turnată din bronz plin cu patină neagră-verzuie și decor incizat     | Statuetă de bronz tip "Venus pudica", turnată în tiar, incizii fine marcând detalii de coafură și brățări pe brațe (paralele și circulare pe ambele brațe, mai jos de umăr). Reprezentarea zeiței Venus în picioare, nud, ținând mâna dreaptă pe sânul stâng și cu greutatea corpului pe piciorul stâng, piciorul drept fiind ușor flexat din genunchi în față; laba piciorului stâng, lipsă. | Muzeul de Istorie Națională și Arheologie, Constanța | Cimec    |
|      | Afrodita șezând pe stâncă                        | Datare: Prima parte a sec. al III-lea Descoperit: jud. Constanța, com. Albești, Albești Material: statuetă de teracotă modelată în tipar și arsă secundar     | Statuetă de teracotă reprezentând-o pe Afrodita șezând pe o stâncă, modelată în tipar și arsă secundar, având lipsă capul și umărul stâng. Zeița are bustul gol, în rest este acoperită cu un voal frumos pliat și mulat pe picioarele lungi. | Muzeul de Istorie Națională și Arheologie, Constanța | Cimec    |
|      | Venus Anadyomene                                 | Datare: Sec. al II-lea Descoperit: jud. Constanța, Constanța Material: statuie de marmură albă, ușor translucidă, sculptată și șlefuită                       | Statuie de marmură albă a zeiței Venus, înfățișată într-o postură de îngrijire personală. Lipsesc mâna dreaptă, brațul stâng și piciorul stâng, imediat de sub genunchi. Lucrare bine finisată, execuție riguroasă a detaliilor. Marmură de bună calitate, cu vagi vinișoare rozalii în substanță, probabil marmură de Paros. În spatele zeiței există un postament de susținere, iar întregul ansamblu este așezat pe un suport lucrat cu acuratețe, în formă de altar. | Muzeul de Istorie Națională și Arheologie, Constanța | Cimec    |
|      | Pandantiv-medalion                               | Datare: Sec. al III-lea a.Chr. Descoperit: jud. Constanța, Constanța Material: foaie de aur turnată prelucrată prin ștanțare și martelare                     | Pandantiv-medalion din aur masiv, discoidal, ușor convex, cu reprezentarea bustului Afroditei în tehnică "au repousse". | Muzeul de Istorie Națională și Arheologie, Constanța | Cimec    |
|      | Figurină antropomorfă                            | Datare: Primul sfert al mileniului V a.Chr. Descoperit: jud. Constanța, com. Grădina, Cheia, Vatra satului Material: lut ars, modelare manuală                | Idol antropomorf reprezentând un personaj feminin cu brațele pe abdomen, modelat din ceramică și acoperit cu angobă puternic lustruită. | Muzeul de Istorie Națională și Arheologie, Constanța | Cimec    |
|      | Figurină antropomorfă                            | Datare: Primul sfert al mileniului V a.Chr. Descoperit: jud. Constanța, com. Grădina, Cheia, Vatra satului Material: lut ars, modelare manuală, lustruire     | Figurină antropomorfă de lut reprezentând un personaj feminin, în poziție șezând cu brațele pe abdomen. | Muzeul de Istorie Națională și Arheologie, Constanța | Cimec    |
|      | Frecător cu farfurie și oval                     | Datare: 5000-4500 Descoperit: jud. Constanța, Limanu Material: marmură; șlefuire, cioplire                                                                    | Frecător alcătuit din două piese: o farfurie și un oval. Marmură albă lucrată foarte îngrijit, bine șlefuită. | Muzeul de Istorie Națională și Arheologie, Constanța | Cimec    |
|      | Coroniță                                         | Datare: Sec. II d.Hr. Descoperit: Mangalia, Olimp Dimensiuni: DM: 220 mm Material: aur                                                                        | Coroniță de formă circulară din folie de aur. În centru este fixată o piatră are din pastă de sticlă, două pietre de dimensiuni mai mici, de culoare roșie (una este pierdută) erau montate deasupra unor frunze din aur între pietre, pe coroniță erau montate frunze din aur, având forma frunzelor din stejar. | Muzeul de Istorie Națională și Arheologie, Constanța | Cimec    |
|      | Inel cu piatră                                   | Datare: Sec. II d.Hr. Descoperit: Mangalia, Olimp Dimensiuni: DM: 23 mm Material: aur                                                                         | Inel lucrat dintr-o singură bucată, ușor lățită spre centru, unde, într-un chaton este montată o piatră rotundă. | Muzeul de Istorie Națională și Arheologie, Constanța | Cimec    |
|      | Cercel                                           | Datare: Sec. II d.Hr. Descoperit: Mangalia, Olimp Dimensiuni: DM1 15 mm; DM2 16 mm Material: aur                                                              | Doi cercei simpli, realizați dintr-o sârmă de aur răsucită, închizătoarea este prin "ochi cu cârlig". | Muzeul de Istorie Națională și Arheologie, Constanța | Cimec    |
|      | Colier din verigi de aur                         | Datare: Sec. II d.Hr. Descoperit: Mangalia, Olimp Material: aur                                                                                               | Colier format din verigi de aur, pe care au fost montate scoici mici, închizătoare prin "ochi cu cârlig". | Muzeul de Istorie Națională și Arheologie, Constanța | Cimec    |
|      | Colier din tuburi de aur și sticlă               | Datare: Sec. II d.Hr. Descoperit: Mangalia, Olimp Material: aur                                                                                               | Colier format din mărgele tubulare din aur, intercalate de mărgele din sticlă albastră, în formă de tuburi răsucite. | Muzeul de Istorie Națională și Arheologie, Constanța | Cimec    |
|      | Colier de mărgele de sticlă pe verigi de aur     | Datare: Sec. II d.Hr. Descoperit: Mangalia, Olimp Material: aur                                                                                               | Colier format din mărgele mici, rotunde, din sticlă de culoare albastră, montate pe o verigă subțire din aur. | Muzeul de Istorie Națională și Arheologie, Constanța | Cimec    |
|      | Inel cu gemă                                     | Datare: Sec. II d.Hr. Descoperit: Mangalia, Olimp Dimensiuni: DM 23 mm Material: aur                                                                          | Inel masiv, lucrat dintr-o singură bucată, mai lat la mijloc, unde este montată o gemă din rubin, pe piatră este gravat bustul zeiței Diana, în spatele său este realizată tolba cu săgeți. | Muzeul de Istorie Națională și Arheologie, Constanța | Cimec    |
|      | Opaiț                                            | Datare: Sec. II d.Hr. Descoperit: Mangalia, Olimp Dimensiuni: DM opaiț 50 mm Material: bronz                                                                  | Opaițul are corpul alungit, discul plat are o adâncitură în care se află orificiul de umplere mărginit de un cerc în relief, apucătoarea, în formă de inel plat, este decorată cu o frunză, pe care se odihnește o pasăre. Fundul este inelar, iar suportul se sprijină pe 3 piciorușe decorate cu frunze, tija are aspectul unei ramuri de măslin cu muguri și se termină cu 3 frunze pe care se sprijină o placă circulară cu un orificiu central, pe care se așează opaițul. | Muzeul de Istorie Națională și Arheologie, Constanța | Cimec    |
|      | Unguentariu                                      | Datare: Sec. II d.Hr. Descoperit: Mangalia, Olimp Material: sticlă                                                                                            | Unguentariu lucrat din sticlă subțire, transparentă cu nuanță galben verzuie, cu rare urme de bule de aer în compoziție, corpul este în formă de clopot, umărul rotunjit, fundul concav, gât înalt, terminat cu buză inelară, ușor evazată. | Muzeul de Istorie Națională și Arheologie, Constanța | Cimec    |
|      | Unguentariu                                      | Datare: Sec. II d.Hr. Descoperit: Mangalia, Olimp Material: sticlă                                                                                            | Unguentariu lucrat din sticlă subțire, transparentă cu nuanță galben verzuie, cu rare urme de bule de aer în compoziție, corpul este în formă de clopot, umărul rotunjit, fundul concav, gât înalt, terminat cu buză inelară, ușor evazată. | Muzeul de Istorie Națională și Arheologie, Constanța | Cimec    |
|      | Unguentariu                                      | Datare: Sec. II d.Hr. Descoperit: Mangalia, Olimp | Unguentariu lucrat din sticlă subțire, transparentă cu nuanță galben verzuie, cu rare urme de bule de aer în compoziție, corpul este în formă de clopot, umărul rotunjit, fundul concav, gât înalt, terminat cu buză inelară, ușor evazată. | Muzeul de Istorie Națională și Arheologie, Constanța | Cimec    |
|      | Borcan                                           | Datare: Sec. II d.Hr. Descoperit: Mangalia, Olimp | Unguentariu lucrat din sticlă subțire, transparentă cu nuanță galben verzuie, cu rare urme de bule de aer în compoziție, corpul este paralelipipedic, umărul rotunjit, fundul concav, gât înalt, terminat cu buză inelară, ușor evazată. | Muzeul de Istorie Națională și Arheologie, Constanța | Cimec    |
|      | Borcan                                           | Datare: Sec. II d.Hr. Descoperit: Mangalia, Olimp | Unguentariu lucrat din sticlă subțire, transparentă cu nuanță verzuie deschisă, cu rare urme de bule de aer în compoziție, corpul este paralelipipedic, umărul rotunjit, fundul concav, gât înalt, terminat cu buză inelară, ușor evazată. | Muzeul de Istorie Națională și Arheologie, Constanța | Cimec    |
|      | Borcan                                           | Datare: Sec. II d.Hr. Descoperit: Mangalia, Olimp | Unguentariu lucrat din sticlă subțire, transparentă cu nuanță galben verzuie, cu rare urme de bule de aer în compoziție, corpul este paralelipipedic, umărul rotunjit, fundul concav, gât înalt, terminat cu buză inelară, ușor evazată. | Muzeul de Istorie Națională și Arheologie, Constanța | Cimec    |
|      | Recipient cosmetic cu corp paralelipipedic       | Datare: Sec. II d.Hr. Descoperit: Mangalia, Olimp | Unguentariu lucrat din sticlă subțire, transparentă cu nuanță verzuie deschisă, cu rare urme de bule de aer în compoziție, corpul este paralelipipedic, umărul rotunjit, fundul concav, gât înalt, terminat cu buză inelară, ușor evazată, spartă. | Muzeul de Istorie Națională și Arheologie, Constanța | Cimec    |
|      | Borcan                                           | Datare: Sec. II d.Hr. Descoperit: Mangalia, Olimp | Unguentariu lucrat din sticlă subțire, transparentă cu nuanță albăstrui-verzuie, cu rare urme de bule de aer în compoziție, corpul paralelipipedic, umărul rotunjit, fundul concav, gât înalt, terminat cu buză inelară, ușor evazată. | Muzeul de Istorie Națională și Arheologie, Constanța | Cimec    |
|      | Ac                                               | Datare: Sec. II d.Hr. Descoperit: Mangalia, Olimp | Ac simplu, subțiat la un capăt. | Muzeul de Istorie Națională și Arheologie, Constanța | Cimec    |
|      | Spatulă                                          | Datare: Sec. II d.Hr. Descoperit: Mangalia, Olimp | | Muzeul de Istorie Națională și Arheologie, Constanța | Cimec    |
|      | Casetă                                           | Datare: Sec. II d.Hr. Descoperit: Mangalia, Olimp | Casetă circulară cu capac. | Muzeul de Istorie Națională și Arheologie, Constanța | Cimec    |
|      | Casetă                                           | Datare: Sec. II d.Hr. Descoperit: Mangalia, Olimp | Casetă paralelipipedică cu capac și încuietoare, decorată. | Muzeul de Istorie Națională și Arheologie, Constanța | Cimec    |
|      | Placă                                            | Datare: Sec. II d.Hr. Descoperit: Mangalia, Olimp | | Muzeul de Istorie Națională și Arheologie, Constanța | Cimec    |
|      | Pixidă cu capac                                  | Datare: Sec. II d.Hr. Descoperit: Mangalia, Olimp | Recipient circular cu capac cu bumb de prindere. | Muzeul de Istorie Națională și Arheologie, Constanța | Cimec    |
|      | Fusaiolă                                         | Datare: Sec. II d.Hr. Descoperit: Mangalia, Olimp | Fusaiolă circulară. | Muzeul de Istorie Națională și Arheologie, Constanța | Cimec    |
|      | Tub cu inel                                      | Datare: Sec. II d.Hr. Descoperit: Mangalia, Olimp | | Muzeul de Istorie Națională și Arheologie, Constanța | Cimec    |
|      | Fusaiolă                                         | Datare: Sec. II d.Hr. Descoperit: Mangalia, Olimp | Fusaiolă circulară cu caneluri. | Muzeul de Istorie Națională și Arheologie, Constanța | Cimec    |
|      | Pixidă cu capac                                  | Datare: Sec. II d.Hr. Descoperit: Mangalia, Olimp | Cutiuță cilindrică cu capac, deteriorată. | Muzeul de Istorie Națională și Arheologie, Constanța | Cimec    |
|      | Oglindă cu teacă                                 | Datare: Sec. II d.Hr. Descoperit: Mangalia, Olimp | Oglidă decorată cu două șiruri de ghirlande și rozetă centrală cu opt spițe. | Muzeul de Istorie Națională și Arheologie, Constanța | Cimec    |
|      | Oglindă                                          | Datare: Sec. II d.Hr. Descoperit: Mangalia, Olimp | Oglidă circulară. | Muzeul de Istorie Națională și Arheologie, Constanța | Cimec    |
|      | Vas ritual                                       | Datare: Sec. II d.Hr. Descoperit: Mangalia, Olimp | Recipient în formă de coșuleț cu mâner mobil, ale cărui capete sunt petrecute prin două orificii de prindere verticale pe buza vasului. | Muzeul de Istorie Națională și Arheologie, Constanța | Cimec    |
|      | Coș împletit                                     | Datare: Sec. II d.Hr. Descoperit: Mangalia, Olimp | Coș împletit, ușor deteriorat. | Muzeul de Istorie Națională și Arheologie, Constanța | Cimec    |
|      | Fus cu fusaiolă                                  | Datare: Sec. II d.Hr. Descoperit: Mangalia, Olimp | Fus cu fusaiolă circulară. | Muzeul de Istorie Națională și Arheologie, Constanța | Cimec    |
|      | Penar                                            | Datare: Sec. II d.Hr. Descoperit: Mangalia, Olimp | Casetă paralelipipedică cu capac. | Muzeul de Istorie Națională și Arheologie, Constanța | Cimec    |
|      | Instrument muzical                               | Datare: Sec. II d.Hr. Descoperit: Mangalia, Olimp | Sepăstrează două plăci perforate, cu capete de pasăre, străbătute de o tijă. | Muzeul de Istorie Națională și Arheologie, Constanța | Cimec    |
|      | Pieptene                                         | Datare: Sec. II d.Hr. Descoperit: Mangalia, Olimp | Pieptene bilateral cu o latură cu dinți deși, subțiri și cealaltă cu dinți mai rari și mai groși. | Muzeul de Istorie Națională și Arheologie, Constanța | Cimec    |
|      | Lingură                                          | Datare: Sec. II d.Hr. Descoperit: Mangalia, Olimp | Lingură cu cupa ovală și bumb la capătul mânerului. | Muzeul de Istorie Națională și Arheologie, Constanța | Cimec    |
|      | Lingură                                          | Datare: Sec. II p.Chr. Descoperit: Mangalia, Olimp | Lingură cu cupa ovală și bumb la capătul mânerului. | Muzeul de Istorie Națională și Arheologie, Constanța | Cimec    |
|      | Linguriță                                        | Datare: Sec. II d.Hr. Descoperit: Mangalia, Olimp | Liguriță cu cupa circulară șimâner decorat cu incizii. | Muzeul de Istorie Națională și Arheologie, Constanța | Cimec    |
|      | Lingură                                          | Datare: Sec. II d.Hr. Descoperit: Mangalia, Olimp | Lingură cu cupa ovală. | Muzeul de Istorie Națională și Arheologie, Constanța | Cimec    |
|      | Baghetă                                          | Datare: Sec. II d.Hr. Descoperit: Mangalia, Olimp | | Muzeul de Istorie Națională și Arheologie, Constanța | Cimec    |
|      | Placă                                            | Datare: Sec. II d.Hr. Descoperit: Mangalia, Olimp | | Muzeul de Istorie Națională și Arheologie, Constanța | Cimec    |
|      | Sicriu                                           | Datare: Sec. II d.Hr. Descoperit: Mangalia, Olimp | Sicriu dreptunghiular cu margini ușor arcuite. | Muzeul de Istorie Națională și Arheologie, Constanța | Cimec    |
|      | Toiag                                            | Datare: Sec. II d.Hr. Descoperit: Mangalia, Olimp | | Muzeul de Istorie Națională și Arheologie, Constanța | Cimec    |
|      | Sandale - pereche de tălpi                       | Datare: Sec. II d.Hr. Descoperit: Mangalia, Olimp | Pereche tălpi de sandale cu vârfuri ascuțite. | Muzeul de Istorie Națională și Arheologie, Constanța | Cimec    |
|      | Pantofi - pereche de tălpi                       | Datare: Sec. II d.Hr. Descoperit: Mangalia, Olimp | Pereche tălpi de pantofi cu vârfuri ascuțite. | Muzeul de Istorie Națională și Arheologie, Constanța | Cimec    |
|      | Pantofi - pereche de tălpi                       | Datare: Sec. II d.Hr. Descoperit: Mangalia, Olimp | Pereche tălpi de pantofi cu vârfuri ascuțite. | Muzeul de Istorie Națională și Arheologie, Constanța | Cimec    |
|      | Pantofi - pereche de tălpi                       | Datare: Sec. II d.Hr. Descoperit: Mangalia, Olimp | Pereche tălpi de pantofi cu vârfuri ascuțite. | Muzeul de Istorie Națională și Arheologie, Constanța | Cimec    |
|      | Sandale - pereche de tălpi                       | Datare: Sec. II d.Hr. Descoperit: Mangalia, Olimp | Pereche tălpi de sandale cu vârfuri ascuțite. | Muzeul de Istorie Națională și Arheologie, Constanța | Cimec    |
|      | Oglindă                                          | Datare: Sec. II d.Hr. Descoperit: Mangalia, Olimp | Oglindă circulară. | Muzeul de Istorie Națională și Arheologie, Constanța | Cimec    |
|      | Pahar în formă de cap uman                       | Datare: Sec I - II p.Chr. Descoperit: Mangalia (Neptun) Material: Sticlă                                                                                      | Fundul circular, plat, cu un cerc mic în relief, la mijloc înfățișează un cap de femeie cu trăsături orientale. Pomeți proeminenți, nas mic și gros, buze pline - pieptănătura îngrijită, cu bucle verticale pe mai multe nivele, legate cu perle. La urechi, cercei. | Muzeul de Istorie Națională și Arheologie, Constanța | Cimec    |
|      | Unguentariu ornamentat cu "cute"                 | Datare: Sec. I - IV Descoperit: Mangalia Dimensiuni: DM: 2,8 cm Material: Sticlă                                                                              | Corpul vaului este alungit și ornamentat cu patru "cute". Buza vasului este inelară, iar fundul vaului este ușor concav. | Muzeul de Istorie Națională și Arheologie, Constanța | Cimec    |
|      | Vas cu corp lărgit la bază                       | Datare: Sec I - II p.Chr. Descoperit: Constanța, Str. Petru Rareș Dimensiuni: DM: 2,9 cm Material: Sticlă                                                     | Vasul are corpul mai lărgit la bază și ușor delimitat de gâtul ânalt și subțire. Buza vaului este îngroșată, iar fundul vasului este aproape plat. | Muzeul de Istorie Națională și Arheologie, Constanța | Cimec    |
|      | Vas cu corp în formă de clopot                   | Datare: Sec. II - III p.Chr. Descoperit: Constanța, Str. Ștefan cel Mare Dimensiuni: DM: 5,7 cm Material: Sticlă                                              | Vasul are corpul în formă de clopot înalt, gâtul cilindric, destul de înalt și gros: buza este evazată, îngroșată neuniform, iar fundul este puțin concav. | Muzeul de Istorie Națională și Arheologie, Constanța | Cimec    |
|      | Unguentariu                                      | Datare: Sec II - III p.Chr. Descoperit: Constanța, B-dul. Tomis Dimensiuni: DM: 1,7 cm Material: Sticlă                                                       | Corpul vasului este ușor prismatic, ornamentat cu patru alveole egale, puțin adânci. Fundul vasului este plat, gâtul destul de înalt, buza inelară, ușor asimetrică. | Muzeul de Istorie Națională și Arheologie, Constanța | Cimec    |
|      | Vas cu corp în formă de clopot                   | Datare: Sec. II - III p.Chr. Descoperit: Constanța, B-dul. Ferdinand (fost Republicii) Dimensiuni: DM: 5,1 cm Material: Sticlă                                | Vasul are corpul în formă de clopot larg și înalt, gâtul de formă cilindrică, înalt și subțire, cu contracție la bază. Buza este inelară, asimetrică, iar fundul vasului este concav. | Muzeul de Istorie Națională și Arheologie, Constanța | Cimec    |
|      | Vas cu corp globular                             | Datare: Sec. II - III p.Chr. Descoperit: Constanța, Șantier Tomis II Dimensiuni: DM: 9,4 cm Material: Sticlă                                                  | Vasul are corpul globular, gâtul cilindric și gura în formă de pâlnie, fundul vasului este inelar; buza vasului este îngroșată și trasă spre interior. La mijlocul gâtului apare un cerc format dintr-un fir de sticlă. | Muzeul de Istorie Națională și Arheologie, Constanța | Cimec    |
|      | Vas ovoidal cu gât cilindric                     | Datare: Sec. II - III p.Chr. Descoperit: Constanța Dimensiuni: DM: 7,5 cm Material: Sticlă                                                                    | Vasul are corp ovoidal, gât cilindric, ușor lărgit la partea superioară; la partea de jos a gâtului apar cercuri formate de un fir de sticlă înfășurat în jurul său. Fundul vasului este inelar. | Muzeul de Istorie Națională și Arheologie, Constanța | Cimec    |
|      | Unguentariu                                      | Datare: Sec. I - II p.Chr. Descoperit: Constanța, B-dul. Ferdinand (fost Republicii) Dimensiuni: DM: 7,0 cm Material: Sticlă                                  | Vas cu corp semisferic, gât cilindric, buză inelară. Fundul vasului este ușor concav în centru. | Muzeul de Istorie Națională și Arheologie, Constanța | Cimec    |
|      | Vas cu cioc                                      | Datare: Sec. I - III p.Chr. Dimensiuni: DM: 4,0 cm Material: Sticlă                                                                                           | Vasul (biberon?) are gâtul cilindric, plasat mai spre cioc, iar gura este lărgită, asemenea unei pâlnii. Fundul vasului este ușor adâncit în mijloc. | Muzeul de Istorie Națională și Arheologie, Constanța | Cimec    |
|      | Aryballos                                        | Datare: Sec I - III p.Chr. Descoperit: Constanța, Str. Ardealului Dimensiuni: DM: 6,7 cm Material: Sticlă                                                     | Vasul are corpul bombat, gât scurt și fund concav. Sticla este ușor verzuie, cu bule de aer în compoziție, irizată pe gât și la partea inferioară. | Muzeul de Istorie Națională și Arheologie, Constanța | Cimec    |
|      | Vas cu corp sferic                               | Datare: Sec. III - IV p.Chr. Descoperit: Constanța, B-dul. Ferdinand (fost Republicii) Dimensiuni: DM: 8,2 cm Material: Sticlă                                | Vasul are corpul sferic, turtit, gâtul este cilindric, buza subțire, trasă în afară, fundul vasului este inelar, adâncit în mijloc. Un fir de sticlă este înfășurat de câteva ori și înnodat la baza gâtului. | Muzeul de Istorie Națională și Arheologie, Constanța | Cimec    |
|      | Vas cu corp sferic                               | Datare: Sec II - III p.Chr. Descoperit: Constanța, B-dul. Ferdinand (fost Republicii) Dimensiuni: DM: 3,2 cm Material: Sticlă                                 | Vasul are corpul sferic, turtit, gâtul este cilindric, scurt și larg la partea superioară, iar fundul este inelar, adâncit în mijloc. | Muzeul de Istorie Națională și Arheologie, Constanța | Cimec    |
|      | Vas cu corp sferic                               | Datare: Sec. II - III p.Chr. Descoperit: Constanța, Str. Olteniei Dimensiuni: DM: 3,9 cm Material: Sticlă                                                     | Vasul are corpul sferic, turtit, gâtul este cilindric, scurt și larg la partea superioară, iar fundul este inelar, îngroșat asimetric. | Muzeul de Istorie Națională și Arheologie, Constanța | Cimec    |
|      | Vas cu corp fusiform                             | Datare: Sec. II - III p.Chr. Dimensiuni: DM: 2,2 cm Material: Sticlă                                                                                          | Vasul are piciorul aproape plat, cu marginea rotunjită. Buza este inelară, răsfrântă inegal în afară. | Muzeul de Istorie Națională și Arheologie, Constanța | Cimec    |
|      | Vas cu corp fusiform                             | Datare: Sec III - IV p.Chr. Descoperit: Constanța Dimensiuni: DM: 1,8 cm Material: Sticlă                                                                     | Vasul are corpul fusiform, cu bulb la mijloc. Buza vasului este inelară, asimetrică. | Muzeul de Istorie Națională și Arheologie, Constanța | Cimec    |
|      | Vas cu corp fusiform                             | Datare: Sec III - IV p.Chr. Descoperit: Constanța, Str. Ștefan cel Mare Dimensiuni: DM: 1,9 cm Material: Sticlă                                               | Vasul are corpul fusiform, cu bulb la mijloc. Gâtul vasului este ușor strâmb. | Muzeul de Istorie Națională și Arheologie, Constanța | Cimec    |
|      | Bol                                              | Datare: Sec I - II p.Chr. Dimensiuni: DM: 11,7 cm Material: Sticlă                                                                                            | Vasul are fundul inelar; pe buza evazată la exterior sunt aplicate simetric două benzi de sticlă, subțiate la capete și ornamentate cu striații verticale. | Muzeul de Istorie Națională și Arheologie, Constanța | Cimec    |
|      | Pahar                                            | Datare: Sec I - II p.Chr. Descoperit: Constanța, Str. Jupiter Dimensiuni: DM: 7,8 cm Material: Sticlă                                                         | Paharul are corpul cilindric, larg; buza este groasă, arcuită, tăiată ușor oblic, delimitată la exterior de o incizie orizontală. La partea superioară a corpului apar trei caneluri orizontale, mărginite de câte o linie subțire. Fundul vasului este rotunjit, marcat de o ușoară adâncitură. | Muzeul de Istorie Națională și Arheologie, Constanța | Cimec    |
|      | Instrument muzical                               | Datare: Sec. II Descoperit: Mangalia Dimensiuni: Lplăcuțe: 5,60 cm Material: lemn                                                                             | Piesa fragmentată și fragilă, face parte din inventarul unui mormânt sigilat, datat la jumătatea secolului al II-lea. | Muzeul de Istorie Națională și Arheologie, Constanța | Cimec    |
|      | Borcan                                           | Datare: Sec. II Descoperit: Mangalia Material: sticlă | A fost descoperit într-un mormânt sigilat, cercetat arheologic, un complex aparte prin diversitatea și bogăția inventarului păstrat. Lucrat din sticlă groasă, tanslucidă, de nuanță alb-verzuie. Vasul își păstrează forma inițială, dar are multiple spărturi cu pierderi de material și fisuri. | Muzeul de Istorie Națională și Arheologie, Constanța | Cimec    |
|      | Spatulă                                          | Datare: Sec. II Descoperit: Mangalia Material: bronz | A fost descoperit într-un mormânt sigilat, cercetat arheologic, un complex aparte prin diversitatea și bogăția inventarului păstrat. Instrumentul are forma unei lingurițe cu partea concavă alungită și lățită spre extremitate. | Muzeul de Istorie Națională și Arheologie, Constanța | Cimec    |
|      | Pixidă                                           | Datare: Sec. II Descoperit: Mangalia Dimensiuni: DM: 3,2 cm Material: lemn                                                                                    | A fost descoperit într-un mormânt sigilat, cercetat arheologic, un complex aparte prin diversitatea și bogăția inventarului păstrat. Cutiuță de formă cilindrică având un capac decorat cu cercuri concentrice, în relief și incizate. Fundul cutiuței este delimitat de corp printr-un cerc incizat. | Muzeul de Istorie Națională și Arheologie, Constanța | Cimec    |
|      | Toiag                                            | Datare: Sec. II Descoperit: Mangalia Material: lemn; plumb | A fost descoperit într-un mormânt sigilat, cercetat arheologic, un complex aparte prin diversitatea și bogăția inventarului păstrat. Piesă fragmentară, cu multiple rupturi pe fiecare dintre cele 5 bucăți. | Muzeul de Istorie Națională și Arheologie, Constanța | Cimec    |
|      | Casetă                                           | Datare: Sec. II Descoperit: Mangalia Material: lemn | A fost descoperită într-un mormânt sigilat, cercetat arheologic, un complex aparte prin diversitatea și bogăția inventarului păstrat. Placa ce constituie partea inferioară a penarului este ruptă la unul din capete. Capacul este, de asemenea, rupt în două fragmente. | Muzeul de Istorie Națională și Arheologie, Constanța | Cimec    |
|      | Lingură                                          | Datare: 2/2 sec. IV Descoperit: , com. Izvoarele Material: argint                                                                                             | Piesa face parte din inventarul unui tezaur datat în sec. V-VI d.Hr. Lipsesc două fragmente din cupă și un mic fragment din coadă. | Muzeul de Istorie Națională și Arheologie, Constanța | Cimec    |
|      | Colier                                           | Datare: Sec. II Descoperit: Mangalia Dimensiuni: Puritate 750  Material: aur | A fost descoperită într-un mormânt sigilat, cercetat arheologic, un complex aparte prin diversitatea și bogăția inventarului păstrat. Verigile lanțului sunt realizate din sârmă cu capetele întoarse în buclă și terminațiile înfășurate, închizătoarea "ochi cu cârlig". | Muzeul de Istorie Națională și Arheologie, Constanța | Cimec    |
|      | Unguentariu                                      | Datare: Sec. II Descoperit: Mangalia Material: sticla | A fost descoperită într-un mormânt sigilat, cercetat arheologic, un complex aparte prin diversitatea și bogăția inventarului păstrat. Corpul este în formă de clopot, umăr rotunjit, fund concav, gât înalt, terminat cu o buză de formă inelară, ușor evazată. | Muzeul de Istorie Națională și Arheologie, Constanța | Cimec    |
|      | Placă                                            | Datare: Sec. II Descoperit: Mangalia Material: plumb | A fost descoperită într-un mormânt sigilat, cercetat arheologic, un complex aparte prin diversitatea și bogăția inventarului păstrat. Placă din ardezie de formă dreptunghiulară, pe una dintre fețe cu o adâncitură ovală la mijloc. | Muzeul de Istorie Națională și Arheologie, Constanța | Cimec    |
|      | Fusaiolă                                         | Datare: Sec. II Descoperit: Mangalia Material: os; lemn | A fost descoperită într-un mormânt sigilat, cercetat arheologic, un complex aparte prin diversitatea și bogăția inventarului păstrat. Fusaiola este formată din două bucăți de formă discoidală care se închid perfect. Pe fusaiolă apar mici adâncituri subliniate de un cerc incizat în jurul orificiului central. | Muzeul de Istorie Națională și Arheologie, Constanța | Cimec    |
|      | Opaiț cu suport                                  | Datare: Sec. II Descoperit: Mangalia Material: bronz | A fost descoperită într-un mormânt sigilat, cercetat arheologic, un complex aparte prin diversitatea și bogăția inventarului păstrat. Suportul se sprijină pe trei picioare decorate cu frunze; tija are aspectul unei ramuri decorată cu muguri, iar la partea superioară cu trei frunze pe care se sprijină o placă circulară, cu un orificiu central pe care se așeza opaițul. | Muzeul de Istorie Națională și Arheologie, Constanța | Cimec    |
|      | Cercel                                           | Datare: Sec. II Descoperit: Mangalia Dimensiuni: Puritate 750  Material: aur | Piesa face parte din inventarul unui mormânt datat la jumătatea sec. II. Cerceii au o complexitate redusă, aparținând unui tip comun în bijuteria romană. | Muzeul de Istorie Națională și Arheologie, Constanța | Cimec    |
|      | Unguentariu                                      | Datare: Sec. II Descoperit: Mangalia Material: sticlă | A fost descoperit într-un mormânt sigilat, cercetat arheologic, un complex aparte prin diversitatea și bogăția inventarului păstrat. Corpul este în formă de clopot, umăr rotunjit, fund concav, gât înalt, terminat cu o buză de formă inelară, ușor evazară. | Muzeul de Istorie Națională și Arheologie, Constanța | Cimec    |
|      | Lingură                                          | Datare: Sec. II Descoperit: Mangalia Material: os | A fost descoperit într-un mormânt sigilat, cercetat arheologic, un complex aparte prin diversitatea și bogăția inventarului păstrat. Lingura are cupa prelungită și puțin adâncă. Coada pornește de la marginea cupei este ușor rotunjită și se subțiază spre capăt. | Muzeul de Istorie Națională și Arheologie, Constanța | Cimec    |
|      | Cană                                             | Datare: 2/2 sec. IV Descoperit: , com. Izvoarele Material: argint                                                                                             | Face parte dintr-un tezaur de piese ecleziastice reflectând modul de receptare a creștinismului. Bazinul, fără decor, este piriform, cu diametrul maxim în jumătatea superioară. Gâtul tronconic, înalt, se termină print-o buză evazată. | Muzeul de Istorie Națională și Arheologie, Constanța | Cimec    |
|      | Coș                                              | Datare: Sec. II Descoperit: Mangalia Material: paie | A fost descoperit într-un mormânt sigilat, cercetat arheologic, un complex aparte prin diversitatea și bogăția inventarului păstrat. Fundul este rotund, paiele pornesc radial de la o împletitură centrală terminându-se într-un dublu inel. Piesa foarte fragilă, puternic deformată. | Muzeul de Istorie Națională și Arheologie, Constanța | Cimec    |
|      | Inel                                             | Datare: Sec. II Descoperit: Mangalia Dimensiuni: Puritate 750 ; 1 granat=cca 0,20 kt Material: aur | A fost descoperit într-un mormânt sigilat, cercetat arheologic, un complex aparte prin diversitatea și bogăția inventarului păstrat. Casetă ovală în care este montată o piatră granat, solid încastrată. | Muzeul de Istorie Națională și Arheologie, Constanța | Cimec    |
|      | Căldare                                          | Datare: Sec. II Descoperit: Mangalia Material: sticlă | A fost descoperită într-un mormânt sigilat, cercetat arheologic, un complex aparte prin diversitatea și bogăția inventarului păstrat. Vasul are corpul bombat, gura largă terminată printr-o buză rotunjită. Fundul plat și rotund, este prevăzut cu un inel gros, circular. Pe fund a fost zgâriat, în pasta moale, un semn asemănător literei "C". Vasul a fost restaurat. | Muzeul de Istorie Națională și Arheologie, Constanța | Cimec    |
|      | Linguriță                                        | Datare: Sec. II Descoperit: Mangalia Material: os | A fost descoperită într-un mormânt sigilat, cercetat arheologic, un complex aparte prin diversitatea și bogăția inventarului păstrat. Cupa circulară, puțin adâncă. Coada lucrată din aceeași bucată de os, decorată, la 2 cm de cupă, prin incizie. | Muzeul de Istorie Națională și Arheologie, Constanța | Cimec    |
|      | Oglindă                                          | Datare: Sec. II Descoperit: Mangalia Material: plumb | A fost descoperită într-un mormânt sigilat, cercetat arheologic, un complex aparte prin diversitatea și bogăția inventarului păstrat. Oglindă circulară, decorată cu o mică proeminență și 4 cercuri concentrice grupate câte două. | Muzeul de Istorie Națională și Arheologie, Constanța | Cimec    |
|      | Coroană                                          | Datare: Sec. II Descoperit: Mangalia Dimensiuni: Puritate 900 ; 1 granat=cca 3 kt Material: aur; sticlă | A fost descoperită într-un mormânt sigilat, cercetat arheologic, un complex aparte prin diversitatea și bogăția inventarului păstrat. Banda din aur cu 3 frunzulițe și 2 casete ovale în care sunt montate: 1 piatră granat cabochon de cca 3 kt și o sticlă albastră cabochon de cca 3 gr. | Muzeul de Istorie Națională și Arheologie, Constanța | Cimec    |
|      | Baghetă                                          | Datare: Sec. II Descoperit: Mangalia Material: sticlă | A fost descoperită într-un mormânt sigilat, cercetat arheologic, un complex aparte prin diversitatea și bogăția inventarului păstrat. Realizată prin răsucirea unei bucăți de pastă de sticlă topită. Unul din capete are forma de inel, celălalt este turtit sub forma unui buton. | Muzeul de Istorie Națională și Arheologie, Constanța | Cimec    |
|      | Lingură                                          | Datare: Sec. II Descoperit: Mangalia Material: os | A fost descoperită într-un mormânt sigilat, cercetat arheologic, un complex aparte prin diversitatea și bogăția inventarului păstrat. Lingura are o cupă prelungită și puțin adâncă. Coada pornește de sub cupă și are forma unui vârf de lance. | Muzeul de Istorie Națională și Arheologie, Constanța | Cimec    |
|      | Inel                                             | Datare: Sec. II Descoperit: Mangalia Dimensiuni: Puritate 750  Material: aur; carneol | A fost descoperit într-un mormânt sigilat, cercetat arheologic, un complex aparte prin diversitatea și bogăția inventarului păstrat. Inel mai lat la mijloc, unde este montată o gemă de carneol de cca 6,00 kt pe care este gravat bustul zeiței Diana în profil spre stânga, având în spate tolba cu săgeți. | Muzeul de Istorie Națională și Arheologie, Constanța | Cimec    |
|      | Oglindă                                          | Datare: Sec. II Descoperit: Mangalia Material: plumb | A fost descoperită într-un mormânt sigilat, cercetat arheologic, un complex aparte prin diversitatea și bogăția inventarului păstrat. Oglindă circulară, decorată cu o mică proeminență și 4 cercuri concentrice grupate câte două. | Muzeul de Istorie Națională și Arheologie, Constanța | Cimec    |
|      | Fusaiolă                                         | Datare: Sec. II Descoperit: Mangalia Material: os | A fost descoperită într-un mormânt sigilat, cercetat arheologic, un complex aparte prin diversitatea și bogăția inventarului păstrat. Circulară; una din fețe este plată, cealaltă este discoidală, cu un decor format din două cercuri concentrice, incizate la margine și un altul în jurul orificiului central. | Muzeul de Istorie Națională și Arheologie, Constanța | Cimec    |
|      | Colier                                           | Datare: Sec. II Descoperit: Mangalia Material: aur; rocă vulcanică                                                                                            | A fost descoperit într-un mormânt sigilat, cercetat arheologic, un complex aparte prin diversitatea și bogăția inventarului păstrat. Format din 49 de mărgele mici și rotunde de culoare neagră, alternând cu anouri în formă de 8. Lipsește jumătate din închizătoarea cu cârlig. | Muzeul de Istorie Națională și Arheologie, Constanța | Cimec    |
|      | Lingură                                          | Datare: Sec. II Descoperit: Mangalia Material: os | A fost descoperită într-un mormânt sigilat, cercetat arheologic, un complex aparte prin diversitatea și bogăția inventarului păstrat. Lingura are o cupă prelungită și puțin adâncă. Coada pornește de sub cupă și are forma unui vârf de lance. | Muzeul de Istorie Națională și Arheologie, Constanța | Cimec    |
|      | Bol                                              | Datare: A doua jumătate a sec. IV Descoperit: , com. Izvoarele Material: argint                                                                               | Face parte dintr-un tezaur de piese ecleziastice reflectând modul de receptare a creștinismului. Corpul, aproximativ tronconic, ușor rotunjit către bază, cu fund aplatizat, de care a fost sudat un picior inelar. Buza plată, mult adusă la exterior, are marginea rotunjită, ușor supraînălțată, coborând apoi aproape paralel cu pereții vasului. Cupa are ca decor central patru cercuri concentrice, incizate. Buza este decorată cu o bandă de caneluri dispuse radial între două linii incizate, iar către margine o succesiune de caneluri și profilaturi dispuse concentric. Pe partea dorsală este aplicată o ștampilă, de formă aproape circulară. În centrul ștampilei, o cruce în relief, în jurul căreia a fost imprimată, tot în relief, inscripția HC.XIOY. | Muzeul de Istorie Națională și Arheologie, Constanța | Cimec    |
|      | Borcan                                           | Datare: Sec. II Descoperit: Mangalia Material: sticlă | A fost descoperit într-un mormânt sigilat, cercetat arheologic, un complex aparte prin diversitatea și bogăția inventarului păstrat. Vas cu formă paralelipipedică; fundul vasului are formă pătrată; gâtul scurt, terminat printr-o gură inelată. | Muzeul de Istorie Națională și Arheologie, Constanța | Cimec    |
|      | Oglindă cu capac                                 | Datare: Sec. II Descoperit: Mangalia Material: bronz | A fost descoperită într-un mormânt sigilat, cercetat arheologic, un complex aparte prin diversitatea și bogăția inventarului păstrat. Suprafața oglinzii are astăzi o patină verde. Teaca din bronz aurit, are aceeași formă circulară și un decor simbolic. În centru este realizată o roată cu opt spițe, fiecare ornată cu flori stilizate. | Muzeul de Istorie Națională și Arheologie, Constanța | Cimec    |
|      | Relicvarium                                      | Datare: A doua jumătate a sec. IV Descoperit: , com. Izvoarele Dimensiuni: GR: 6 cm Material: argint                                                          | Face parte dintr-un tezaur de piese ecleziastice reflectând modul de receptare a creștinismului. Piesă de formă aproximativ paralelipipedică. Decor incizat, cu forme geometrice și vegetale tipice artei creștine timpurii. Într-un romb este înscrisă hristograma cu arcul lui rho deschis. | Muzeul de Istorie Națională și Arheologie, Constanța | Cimec    |
|      | Tub cu inel                                      | Datare: Sec. II Descoperit: Mangalia Dimensiuni: DM: 3,9 cm Material: os; bronz                                                                               | A fost descoperit într-un mormânt sigilat, cercetat arheologic, un complex aparte prin diversitatea și bogăția inventarului păstrat. Tubul are formă aproximativ cilindrică. Unul din capete, unde este realizat un manșon de înșurubare, diametrul este mai mic. În lungul tubului sunt două fisuri fapt care a determinat prinderea sa într-o bandă de bronz lată de 2,3 cm. Decor format din trei cercuri incizate. | Muzeul de Istorie Națională și Arheologie, Constanța | Cimec    |
|      | Colier                                           | Datare: Sec. II Descoperit: Mangalia Dimensiuni: Puritate 750  Material: aur; rocă vulcanică | A fost descoperit într-un mormânt sigilat, cercetat arheologic, un complex aparte prin diversitatea și bogăția inventarului păstrat. Format din 11 mărgele din aur, intercalate cu 12 tuburi torsionate din rocă vulcanică neagră. Sistemul de închidere de aur, de tipul "ochi cu cârlig". | Muzeul de Istorie Națională și Arheologie, Constanța | Cimec    |
|      | Pieptene                                         | Datare: Sec. II Descoperit: Mangalia Material: os | A fost descoperit într-un mormânt sigilat, cercetat arheologic, un complex aparte prin diversitatea și bogăția inventarului păstrat. De formă dreptunghiular-romboidală, este prevăzut cu două rânduri de dinți dispuși de o parte și de alta a unui ax; un șir de dinți scurți și groși (doi sunt rupți), de cealaltă parte, dinți subțiri și lungi (lipsesc mai mulți). Capetele se termină cu câte un cioc mic, decor trei incizii adânci. | Muzeul de Istorie Națională și Arheologie, Constanța | Cimec    |
|      | Bol                                              | Datare: A doua jumătate a sec. IV Descoperit: , com. Izvoarele Material: argint                                                                               | Face parte dintr-un tezaur de piese ecleziastice reflectând modul de receptare a creștinismului. Corpul, aproximativ tronconic, ușor rotunjit către bază, cu fund aplatizat, de care a fost sudat un picior inelar. Buza plată, mult adusă la exterior, are marginea rotunjită, ușor supraînălțată, coborând apoi aproape paralel cu pereții vasului. Cupa are ca decor central patru cercuri concentrice, incizate. Buza este decorată cu o bandă de caneluri dispuse radial între două linii incizate, iar către margine o succesiune de caneluri și profilaturi dispuse concentric. Pe partea dorsală este aplicată o ștampilă, de formă aproape circulară. În centrul ștampilei, o cruce în relief, în jurul căreia a fost imprimată, tot în relief, inscripția HC.XIOY. | Muzeul de Istorie Națională și Arheologie, Constanța | Cimec    |
|      | Pixidă                                           | Datare: Sec. II Descoperit: Mangalia Material: lemn | A fost descoperită într-un mormânt sigilat, cercetat arheologic, un complex aparte prin diversitatea și bogăția inventarului păstrat. Cutiuță de formă cilindrică având gura și baza elipsoidale. Corpul se îngustează ușor spre gură, unde este realizat un manșon de închidere pentru un capac, care acum lipsește. | Muzeul de Istorie Națională și Arheologie, Constanța | Cimec    |
|      | Borcan                                           | Datare: Sec. II Descoperit: Mangalia Material: sticlă | A fost descoperit într-un mormânt sigilat, cercetat arheologic, un complex aparte prin diversitatea și bogăția inventarului păstrat. Vas cu corp de formă paralelipipedică; fundul piesei are o formă pătrată. Colțurile sunt ușor rotunjite iar gâtul este scurt, terminat printr-o gură largă, cu buză inelară. | Muzeul de Istorie Națională și Arheologie, Constanța | Cimec    |
|      | Fusaiolă                                         | Datare: Sec. II Descoperit: Mangalia Material: lemn | A fost descoperit într-un mormânt sigilat, cercetat arheologic, un complex aparte prin diversitatea și bogăția inventarului păstrat. Fusaiolă discoidală cu un orificiu în centru. | Muzeul de Istorie Națională și Arheologie, Constanța | Cimec    |
|      | Fortuna cu Pontos                                | Datare: Sec. II p.Chr. Descoperit: Constanța, Gara Veche Dimensiuni: Î Fortuna: 145 cm; Î Pontos: 50 cm; Î soclu: 10 cm Material: marmură albă                | Fortuna în picioare îmbrăcată în chiton cu mâneci, legat sub sâni, acoperită cu un văl care o și înfășoară, sprijinea cu mâna dreaptă un sceptru (acum lipsă) și ține în mâna stângă cornul abundenței. Pe cap are o coroană lunată. Lângă piciorul stâng este reprezentat Pontos ieșind din valuri, sugerate de frunze de acant, se sprijină cu mâna stânga de o proră de corabie. Pe cap are coroană murală. | Muzeul de Istorie Națională și Arheologie, Constanța | Cimec    |
|      | Isis                                             | Datare: Sec. III p.Chr. Descoperit: Constanța, Gara Veche Dimensiuni: Dsoclu: 20 cm Material: marmură albă                                                    | Bustul zeiței Isis păstrează foarte bine toate trăsăturile feței: sprâncene, ochi - pupila marcată, nas, gură. Părul bogat este despărțit în două meșe ondulate, deasupra părului are o semilună. Peste chitonul care lasă gâtul ușor dezvelit, zeița are un himation ale cărui colțuri sunt înnodate pe piept: cunoscutul nod isiac. Soclul bustului, circular, este dublu profilat. | Muzeul de Istorie Națională și Arheologie, Constanța | Cimec    |
|      | Șarpele Glykon                                   | Datare: Sec. II p.Chr. Descoperit: Constanța, Gara Veche Dimensiuni: Ldesfășurată: 476 cm Material: marmură                                                   | Statuia Șarpelui Glykon a fost lucrată împreună cu postamentul dintr-o singură bucată de marmură. Șarpele este reprezentat încolăcit, are bot de miel, păr și urechi umane și coadă de leu. | Muzeul de Istorie Națională și Arheologie, Constanța | Cimec    |
|      | Nemesis                                          | Datare: Sec. II p.Chr. Descoperit: Constanța, Gara Veche Dimensiuni: Îbază: 10,5 cm; Îstatui: 63 cm; GR: 28,5 cm Material: marmură                            | Fațadă de templu cu fronton și acrotere, susținut de două coloane. Între coloane este reprezentată zeița Nemesis în dublă ipostază, în două statui identice. Pe baza templului este gravată inscripția bilingvă, pe două rânduri, cu numele dedicantului. | Muzeul de Istorie Națională și Arheologie, Constanța | Cimec    |
|      | Hecate Triformis                                 | Datare: Sec. I a.Chr. - sec. I p.Chr. Descoperit: Constanța, Gara Veche Material: marmură                                                                     | Hecate Triformis într-o reprezentare clasicizantă. Uneia dintre cele trei statui îi lipsește capul. În mâini cele trei au simboluri specifice; în dreapta fiecăreia, jos, este reprezentat un câine. Pe cap poartă calathos. În toate imaginile zeița este îmbrăcată cu două chitonuri peste care are un văl prins sub sâni, toate căzând în falduri simetrice. | Muzeul de Istorie Națională și Arheologie, Constanța | Cimec    |
|      | Hecate Triformis                                 | Datare: Sec. III p.Chr. Descoperit: Constanța, Gara Veche Material: marmură                                                                                   | Hecate Triformis, la două corpuri lipsește capul în întregime, la al treilea - jumătate. Sunt îmbrăcate cu chiton lung strâns sub sâni. Fiecare ține în mâna dreaptă, îndreptată în jos, câte o faclă. În mâna stângă, strânsă la piept, țin câte un pui de animal. | Muzeul de Istorie Națională și Arheologie, Constanța | Cimec    |
|      | Hecate Triformis                                 | Datare: Sec. III p.Chr. Descoperit: Constanța, Gara Veche Material: marmură                                                                                   | Triplă Hecate reprezentată pe un soclu din care s-a păstrat o mică parte, restul, împreună cu picioarele a două dintre figuri, a dispărut. Sunt îmbrăcate cu chiton repliat, cu mâneci scurte, cu pliuri tratate sumar. Prima ține în mâna stângă, adusă la piept, o pasăre; în dreapta lăsată în jos - un șarpe. A doua ține la piept un cățel, cu dreapta toarnă câinelui aflat la picioare. A treia ține în stânga o faclă cu flacăra în sus, în mâna dreaptă un obiect (probabil un bici). | Muzeul de Istorie Națională și Arheologie, Constanța | Cimec    |
|      | Hecate Triformis                                 | Datare: Sec. II - III p.Chr. Descoperit: Constanța, Gara Veche Dimensiuni: GR: 3 cm Material: marmură                                                         | Basorelief plat într-un chenar simplu. Una dintre zeițe este văzută din față, celelalte din profil. Veșmântului nu-i sunt redate pliurile. Zeița din centru ține două torțe îndreptate în jos. Brațele celorlalte două, ridicate, țin: un pumnal mare și un bici (în dreapta imaginii); un mănunchi de fructe și o fială (în stânga). Pe cap poartă calathos. | Muzeul de Istorie Națională și Arheologie, Constanța | Cimec    |
|      | Hecate Triformis                                 | Datare: Sec. III p.Chr. Descoperit: Constanța, Gara Veche Dimensiuni: GR: 2 cm Material: marmură                                                              | Triplă Hecate în atitudine frontală. Corpul central, îmbrăcat cu chiton lung strâns sub sâni, ține în fiecare mână câte o faclă îndreptată în jos spre colțuri unde se află, în stânga un altar, în dreapta un câine. Figura din dreapta zeiței ține într-o mână un șarpe, în cealaltă un obiect greu de definit. Figura din stânga ține în mâini o cheie și un arc. | Muzeul de Istorie Națională și Arheologie, Constanța | Cimec    |
|      | Cybela                                           | Datare: Sec. III p.Chr. Descoperit: Constanța, Gara Veche Dimensiuni: GR: 9 cm Material: marmură                                                              | Cybela, îmbrăcată în chiton și himation, purtând pe cap calathos, este reprezentată stând pe un tron, tăiat simplu și grosolan. În mâna dreaptă ține o pateră. Mâna stângă lipsește de la cot împreună cu simbolul pe care-l sprijinea. | Muzeul de Istorie Națională și Arheologie, Constanța | Cimec    |
|      | Dioscuri                                         | Datare: Sec. II - III p.Chr. Descoperit: Constanța, Gara Veche Dimensiuni: A: 35 cm; Îlitere: 1,1 cm Material: marmură                                        | Pe un soclu dreptunghiular erau reprezentați cei doi dioscuri ținându-și caii de căpăstru. Se mai păstrează doar unul, nud, hlamida prinsă în jurul gâtului îi acoperă în parte pieptul. Pe cap are bonetă peste părul ondulat. Este încălțat cu cizme scurte cu căputa răsfrântă. Pe marginea soclului este gravată inscripția pe trei rânduri și este dedicată "Dioscurilor întemeietori". | Muzeul de Istorie Națională și Arheologie, Constanța | Cimec    |
|      | Esculap                                          | Datare: Sec. II p.Chr. Descoperit: Constanța, Gara Veche Material: marmură                                                                                    | Statueta, care a suferit refaceri încă din antichitate, îl reprezintă pe Esculap. Chip gânditor, ochii cu pupila marcată, părul și barba bogat ondulate. Poartă o mantie care-i acoperă partea inferioară a corpului și este urcată apoi pe brațul stâng. Brațul drept și mâna stângă lipsesc. Este încălțat cu sandale. | Muzeul de Istorie Națională și Arheologie, Constanța | Cimec    |
|      | Bacchus                                          | Datare: Sec. II p.Chr. Descoperit: Constanța, Gara Veche Dimensiuni: GR: 7,5 cm; Îlitere: 9 - 1,4 cm Material: marmură                                        | Stelă în formă de naiskos, cu fronton (având în mijloc un vas din care iese un vrej de iederă) și acrotere susținut de doi pilaștri. Cea mai mare parte a scenei este ocupată de un relief complex: în centru Bacchus având în mâna dreaptă un cantharos, în stânga thyrsul. În stânga jos: Priap; sus: un satir culegând struguri. În dreapta jos: Pan; deasupra lui, într-un cadru: Cavalerul Trac. Inscripția (un rând în fronton și două rânduri la bază) îl numește pe Dionysos - Kathegemon. | Muzeul de Istorie Națională și Arheologie, Constanța | Cimec    |
|      | Bacchus                                          | Datare: Sec. III p.Chr. Descoperit: Constanța, Gara Veche Dimensiuni: GR: 8,7 cm Material: marmură                                                            | Un chenar simplu încadrează scena. În centru este Bacchus cu o cunună pe cap, îmbrăcat cu tunică scurtă și himation. La mijloc este încins cu o piele de capră, iar sub piept cu o centură. Este încălțat cu cizme scurte. Cu mâna stângă ridicată sprijină thyrsul. Cu dreapta toarnă din cantharos panterei. În stânga reliefului, jos, este reprezentată o cistă în jurul căreia se încolăcește un șarpe. | Muzeul de Istorie Națională și Arheologie, Constanța | Cimec    |
|      | Cele trei Grații                                 | Datare: Sec. III p.Chr. Descoperit: Constanța, Gara Veche Dimensiuni: GR: 4 cm Material: marmură                                                              | Cele trei grații, nude, în picioare, se țin reciproc de umeri. Cea din mijloc este cu spatele, celelalte cu fața țin în mâna dreaptă, respectiv stângă, câte un mănunchi de fructe deasupra unui altar. Deasupra capetelor lor sunt schițate trei personaje drapate care le încununează. | Muzeul de Istorie Națională și Arheologie, Constanța | Cimec    |
|      | Mercur                                           | Datare: Sec. III p.Chr. Descoperit: Constanța, Gara Veche Dimensiuni: GR: 4 cm Material: marmură                                                              | Pe toată înălțimea este reprodusă imaginea lui Mercur, nud, cu hlamida prinsă în jurul gâtului și adusă peste brațul stâng unde este și caduceul. Cu mâna dreaptă ține punga. Scena este completată cu un berbec - în stânga zeului, jos, și un cocoș - în dreapta zeului, jos. | Muzeul de Istorie Națională și Arheologie, Constanța | Cimec    |
|      | Diana                                            | Datare: Sec. III p.Chr. Descoperit: Constanța, Gara Veche Dimensiuni: GR: 2,1 cm Material: marmură                                                            | Zeița Diana este reprezentată în picioare, îmbrăcată cu chiton repliat, lung până la glezne. Pe cap poartă bonetă. În mâna stângă, ridicată la nivelul capului, ține sceptrul. Trăsăturile feței nu se disting. | Muzeul de Istorie Națională și Arheologie, Constanța | Cimec    |
|      | Selene                                           | Datare: Sec. III p.Chr. Descoperit: Constanța, Gara Veche Dimensiuni: GR: 3 cm Material: marmură                                                              | Selene în picioare, îmbrăcată cu chiton repliat, strâns în talie, vălul îi flutură deasupra capului, aureolând-o. Stă într-un car tras de doi tauri. În mâini ține o faclă cu flacăra în sus. Taurii sunt reprezentați spate în spate. Nu apar elemente din care să reiasă că erau prinși la car. | Muzeul de Istorie Națională și Arheologie, Constanța | Cimec    |
|      | Cavalerul trac                                   | Datare: Sec. III p.Chr. Descoperit: Constanța, Gara Veche Dimensiuni: GR: 4,5 cm Material: marmură                                                            | Cavalerul trac galopează spre dreapta. În fața călărețului este un altar și copacul cu șarpele. | Muzeul de Istorie Națională și Arheologie, Constanța | Cimec    |
|      | Cavalerul trac                                   | Datare: Sec. III p.Chr. Descoperit: Constanța, Gara Veche Dimensiuni: GR: 3 cm Material: marmură                                                              | Cavalerul trac este reprezentat galopând spre dreapta; îmbrăcat în tunica scurtă cu mantia fluturând la spate. Mâna dreaptă, ridicată, se pregătește să arunce lancea spre mistreț, care este figurat sub cal. Tot aici și câinele. În fața calului este un altar și copacul cu șarpele. În spatele calului un adorant, îmbrăcat la fel cu cavalerul. | Muzeul de Istorie Națională și Arheologie, Constanța | Cimec    |
|      | Cavalerul trac                                   | Datare: Sec. III p.Chr. Descoperit: Constanța, Gara Veche Dimensiuni: GR: 4 cm Material: marmură                                                              | Pe o placă pentagonală, cu chenar simplu - mai lat jos, este reprezentat Cavalerul trac galopând spre dreapta, îmbrăcat în tunică scurtă cu mantia fluturând, în mâna dreaptă ridicată ține un obiect greu de definit. În fața calului este un altar și în spatele lui, abia ghicindu-se, copacul cu șarpele. | Muzeul de Istorie Națională și Arheologie, Constanța | Cimec    |
|      | Cavalerul trac                                   | Datare: Sec. III p.Chr. Descoperit: Constanța, Gara Veche Dimensiuni: GR: 3 cm Material: marmură                                                              | Cavalerul trac este reprezentat galopând spre dreapta, cu hlamida fluturând în spate. În fața calului se mai vede un colț din altar și copacul cu șarpele. Cu mâna dreaptă ridicată ține o lance lungă. Sub cal este figurat mistrețul. | Muzeul de Istorie Națională și Arheologie, Constanța | Cimec    |
|      | Basorelief                                       | Datare: Sec. II p.Chr. Descoperit: Constanța, Gara Veche Dimensiuni: GR: 13,5 cm Material: marmură                                                            | Altar mic, cu marginile profilate. Este lucrat pe latura frontală și pe cele laterale. Muchiile și colțurile sunt rotunjite. Lipsit de orice decor. | Muzeul de Istorie Națională și Arheologie, Constanța | Cimec    |
|      | Statuie                                          | Datare: sec. VII-VI a.Chr. Descoperit: jud. CONSTANȚA, com. LUMINA, SIBIOARA Material: granit; cioplire                                                       | Monumentul reprezintă imaginea unui bărbat redat cu câteva elemente artistice distincte; figura este bine conturată iar în jurul gâtului poartă un colier; mâinile par încleștate pe ceea ce ar putea fi două arme (pumnale ?). Este îmbrăcat cu o tunică la baza căreia este redat sexul. Sub cotul mâinii drepte sunt redate două arme: un topor și un pumnal. Pe spate au fost redați omoplații și coloana vertebrală. | Muzeul de Istorie Națională și Arheologie, Constanța | Cimec    |

## Fond
| Foto | Informații generale | Detalii tehnice | Descriere | Deținător                                            | Legături |
| ---- | ------------------- | --- | --- | ---------------------------------------------------- | -------- |
|      | Brățară             | Datare: 5000-4500 a.Ch. Material: brățară din scoică spondylus gaederopus; cioplire, șlefuire                                                      | Brățară din scoică spondylus gaederopus de culoare albă cu pete gălbui. Partea îngustă este ovală. | Muzeul de Istorie Națională și Arheologie, Constanța | Cimec    |
|      | Brățară             | Datare: 5000-4500 a.Ch. Material: marmură cioplită și șlefuită                                                                                     | Brățară din marmură albă cu irizații gri, are perforații (găuri) de prindere. | Muzeul de Istorie Națională și Arheologie, Constanța | Cimec    |
|      | Colier              | Datare: 5000-4500 a.Ch. Descoperit: jud. Constanța, Limanu Material: scoică dentalium; perforare, șlefuire                                         | Coliere (3) din scoică dentalium, format din 651 de piese tubulare. | Muzeul de Istorie Națională și Arheologie, Constanța | Cimec    |
|      | Brățară             | Datare: 5000-4500 a.Ch. Descoperit: jud. Constanța, com. Mangalia, Mangalia Material: brățară din scoică spondylus gaederopus; cioplire, șlefuire  | Brățară din scoică spondylus gaederopus de culoare albă cu pete gălbui. | Muzeul de Istorie Națională și Arheologie, Constanța | Cimec    |
|      | Brățară             | Datare: 5000-4500 a.Ch. Descoperit: jud. Constanța, com. Mangalia, Mangalia Material: brățară din scoică spondylus gaederopus; cioplire, șlefuire  | Brățară din scoică spondylus gaederopus de culoare albă cu pete mai închise, roșcate. Prezintă trei perforații la margine. | Muzeul de Istorie Națională și Arheologie, Constanța | Cimec    |
|      | Vas de provizii     | Datare: Mil. IV-III a.Ch. Descoperit: jud. Constanța, com. Hârșova, Hârșova, Așezarea neolitică (tell), str. Grădinilor Material: ceramică         | Vas ceramic de formă bitronconică, cu gâtul înalt, bitronconic, ornat cu linii verticale, în tehnica barbotinei și proeminente în partea inferioară a corpului. | Muzeul de Istorie Națională și Arheologie, Constanța | Cimec    |
|      | Vas de bucătărie    | Datare: Mil. IV-III a.Ch. Descoperit: jud. Constanța, com. Hârșova, Hârșova, Așezarea neolitică (tell), str. Grădinilor Material: ceramică         | Vas bitronconic cu decor executat prin imprimare cu degetul în pasta benzilor oblice și verticale, aplicate în tehnica barbotinei, pe întreg corpul. | Muzeul de Istorie Națională și Arheologie, Constanța | Cimec    |
|      | Vas de provizii     | Datare: Mil. IV-III a.Ch. Descoperit: jud. Constanța, com. Hârșova, Hârșova, Așezarea neolitică (tell), str. Grădinilor Material: ceramică         | Vas bitronconic, cu gâtul conic, lipsit de ornamente. Corpul decorat cu benzi verticale executate în tehnica barbotinei. | Muzeul de Istorie Națională și Arheologie, Constanța | Cimec    |
|      | Vas-suport          | Datare: Mil. IV-III a.Ch. Descoperit: jud. Constanța, com. Hârșova, Hârșova, Așezarea neolitică (tell), str. Grădinilor Material: ceramică         | Vas suport antropomorf, de formă circulară, cu patru piciorușe, utilizat, cel mai probabil, în cazul anumitor ceremonii. Cap stilizat. | Muzeul de Istorie Națională și Arheologie, Constanța | Cimec    |
|      | Fluier              | Datare: Mil. IV-III a.Ch. Descoperit: jud. Constanța, com. Hârșova, Hârșova, Așezarea neolitică (tell), str. Grădinilor Material: ceramică         | Fluier zoomorf din pastă cărămizie, capul stilizat, lipsește un picior și, cel mai probabil, coada. | Muzeul de Istorie Națională și Arheologie, Constanța | Cimec    |
|      | Harpon              | Datare: Mil. IV-III a.Ch. Descoperit: jud. Constanța, com. Hârșova, Hârșova, Așezarea neolitică (tell), str. Grădinilor Material: corn de cerb     | Piesă din corn de cerb, ușor plată, lustruită pe toate suprafețele, cu șase colți, câte trei pe fiecare parte, cei din vârf simetrici. | Muzeul de Istorie Națională și Arheologie, Constanța | Cimec    |
|      | Harpon              | Datare: Mil. IV-III a.Ch. Descoperit: jud. Constanța, com. Hârșova, Hârșova, Așezarea neolitică (tell), str. Grădinilor Material: corn de cerb     | Harpon din corn de cerb, piesă plată, păstrează pe suprafață configurația osului brut, cu 4 colți pe o parte și trei pe cealaltă. | Muzeul de Istorie Națională și Arheologie, Constanța | Cimec    |
|      | Fusaiolă            | Datare: Mil. IV-III a.Ch. Descoperit: jud. Constanța, com. Hârșova, Hârșova, Așezarea neolitică (tell), str. Grădinilor Material: corn de cerb     | Fusaiolă din os, cu orificiu central. | Muzeul de Istorie Națională și Arheologie, Constanța | Cimec    |
|      | Vârf de săgeată     | Datare: Mil. IV-III a.Ch. Descoperit: jud. Constanța, com. Hârșova, Hârșova, Așezarea neolitică (tell), str. Grădinilor Material: silex            | Armătură de săgeată din silex de formă triunghiulară. | Muzeul de Istorie Națională și Arheologie, Constanța | Cimec    |
|      | Colier              | Datare: Mil. IV-III a.Ch. Descoperit: jud. Constanța, com. Hârșova, Hârșova, Așezarea neolitică (tell), str. Grădinilor Material: astragale ovine  | Colier alcătuit din 20 de piese, așezate în colier după o anumită simetrie: în partea centrală o piesă perforată perpendicular în raport cu celelalte, cu urme de pictură roșie: de o parte și cealaltă câte două piese cu decor incizat, celelalte erau dispuse de o parte și cealaltă. | Muzeul de Istorie Națională și Arheologie, Constanța | Cimec    |
|      | Pandantiv           | Datare: Mil. IV-III a.Ch. Descoperit: jud. Constanța, com. Hârșova, Hârșova, Așezarea neolitică (tell), str. Grădinilor Material: lut ars          | Piesă executată din lut, de formă circulară, convexă, cu două rânduri paralele de orificii pe margine și două mai mari, pentru prindere. Ardere ușoară. | Muzeul de Istorie Națională și Arheologie, Constanța | Cimec    |
|      | Ancoră              | Datare: Mil. IV-III a.Ch. Descoperit: jud. Constanța, com. Hârșova, Hârșova, Așezarea neolitică (tell), str. Grădinilor Material: calcar; cioplire | Piesă din calcar cioplit, formă alungită, plată, cu orificiul de prindere la unul din capete. | Muzeul de Istorie Națională și Arheologie, Constanța | Cimec    |
|      | Ancoră              | Datare: Mil. IV-III a.Ch. Descoperit: jud. Constanța, com. Hârșova, Hârșova, Așezarea neolitică (tell), str. Grădinilor Material: calcar; cioplire | Piesă din calcar, de formă rotunjită, cu un orificiu spre partea cea mai ingustă și mai ajustată. | Muzeul de Istorie Națională și Arheologie, Constanța | Cimec    |
|      | Ancoră              | Datare: Mil. IV-III a.Ch. Descoperit: jud. Constanța, com. Hârșova, Hârșova, Așezarea neolitică (tell), str. Grădinilor Material: calcar; cioplire | Piesă din calcar, aplatizată, cu conturul aproximativ rotund, cu orificiul de prindere oarecum excentric. | Muzeul de Istorie Națională și Arheologie, Constanța | Cimec    |